# Funchal
O Funchal é uma cidade portuguesa localizada na ilha da Madeira, região da Madeira, com uma população de 105 701  habitantes (2021).
O Funchal é a capital da Região Autónoma da Madeira e a maior cidade desta região. É sede do município do Funchal, que tem 76,15 km2, 105 795 habitantes em 2021 e, portanto, uma densidade populacional de 1 389 habitantes por km2. O município está atualmente dividido em dez freguesias. O município é limitado a norte pelo município de Santana, a nordeste pelo município de Machico, a leste pelo município de Santa Cruz e a oeste pelo município de Câmara de Lobos e a sul com o Oceano Atlântico.
Foi a João Gonçalves Zarco que coube a capitania da cidade em 1424, ano em que se iniciou o povoamento. As ilhas Selvagens, 250 quilómetros a sul do Funchal, pertencem a este município, havendo desta forma descontinuidade territorial.

## Toponímia
| “ | (…) Funchal, a que o capitam deo este nome, por se fundar em hum valle fermoso de singular arvoredo, cheyo de funcho até o mar» | ” |
|   | — Gaspar Frutuoso, Saudades da Terra (respeitando-se a grafia original do autor).                                               |   |

Segundo os antigos cronistas, a designação de Funchal deve-se aos primeiros povoadores que, ao desembarcar neste lugar, depararam com a grande abundância de funcho, uma erva bravia com cheiro adocicado, que abundantemente vegetava no vale, na área do primitivo burgo.

## História

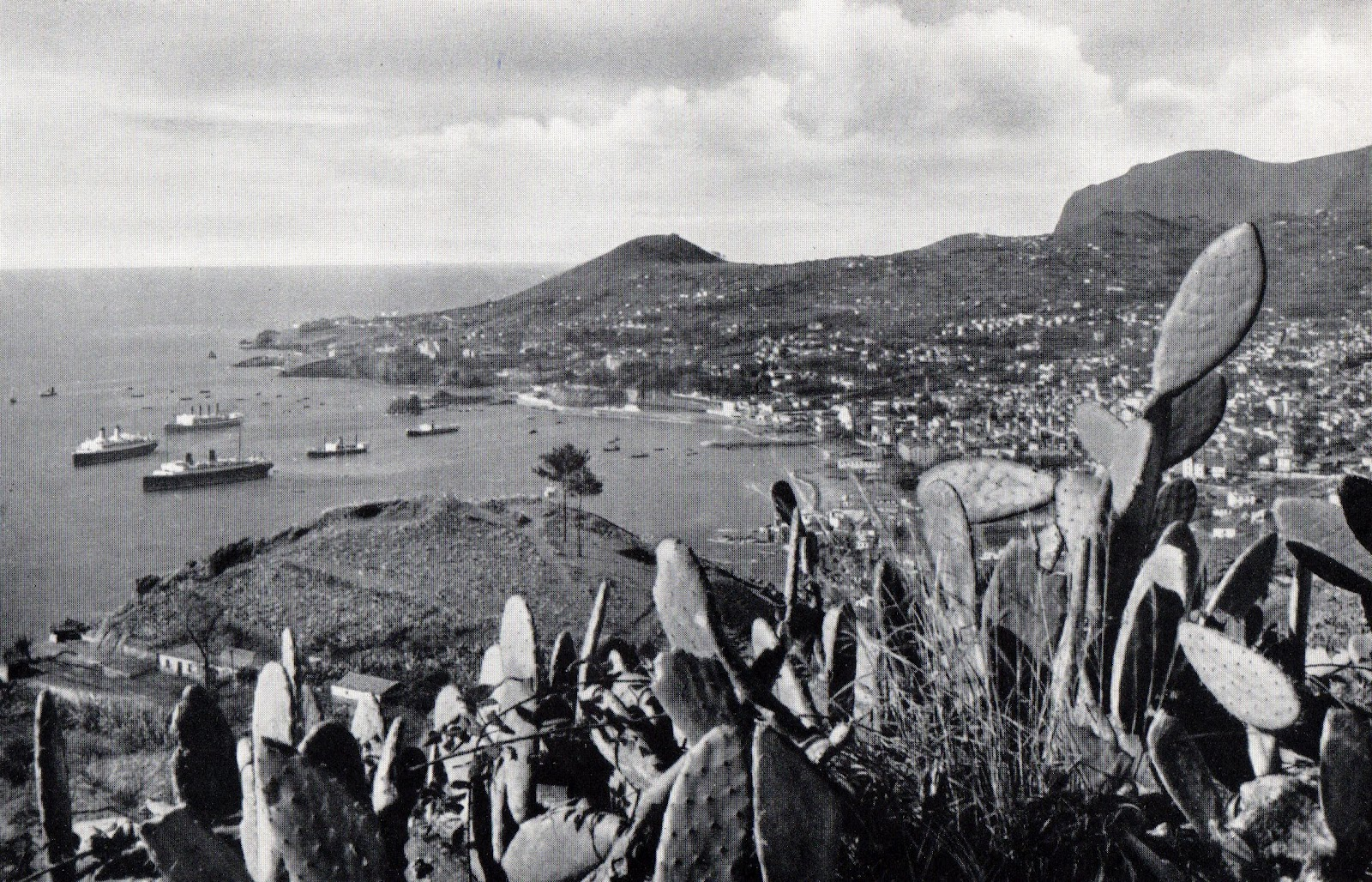
Vista da baía do Funchal em 1936

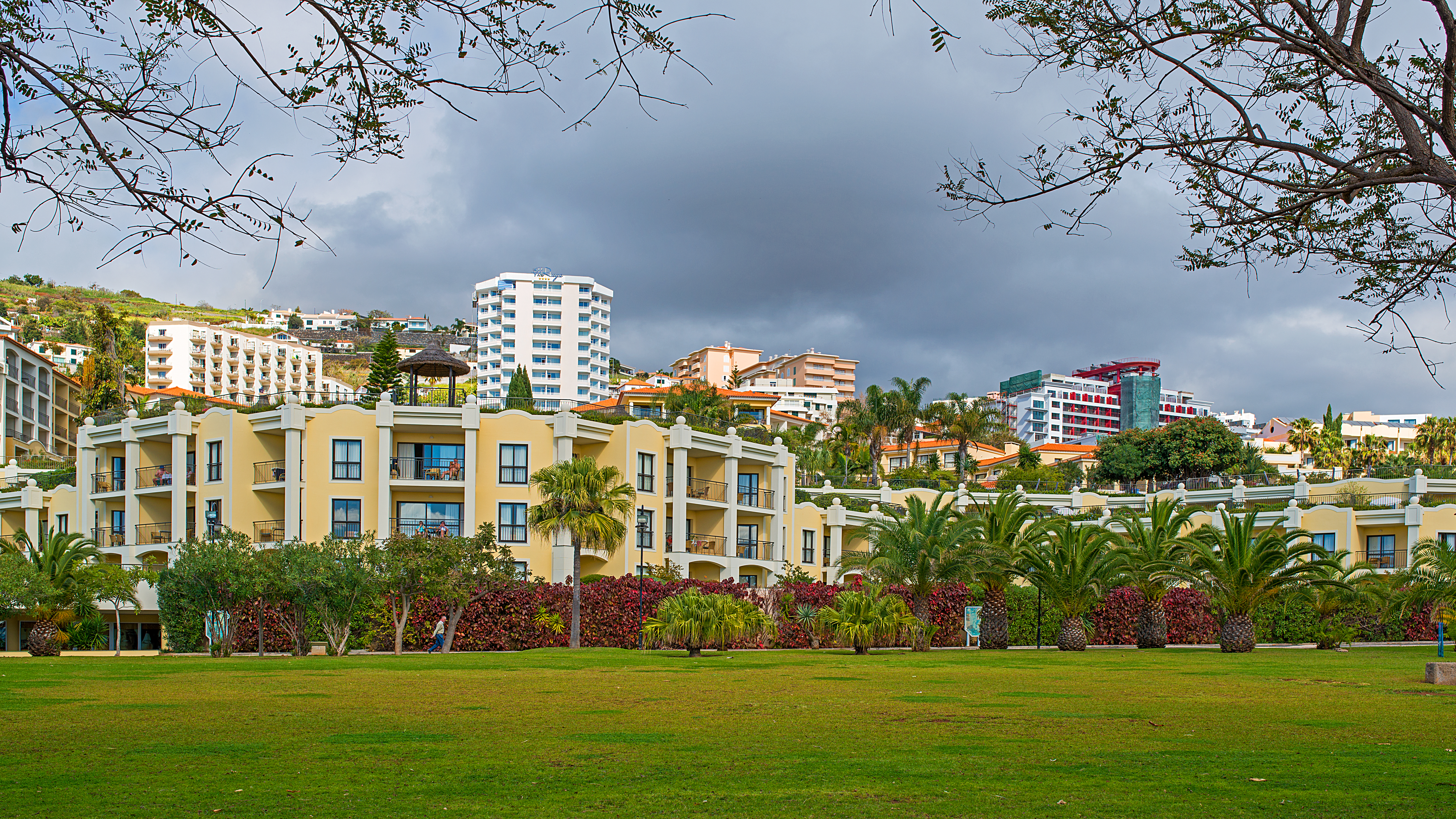
Lido, São Martinho

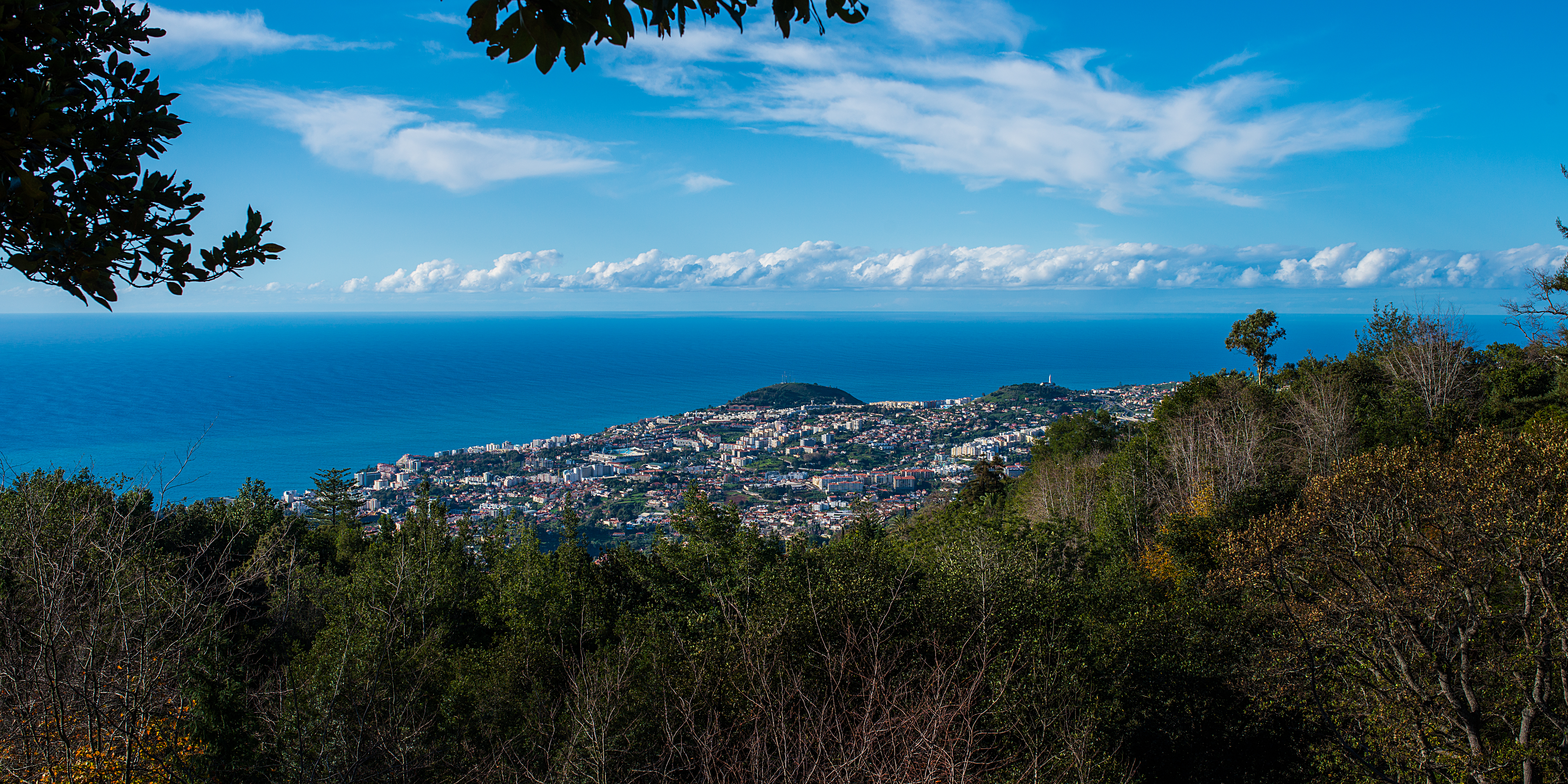
Vista parcial do Funchal desde as montanhas

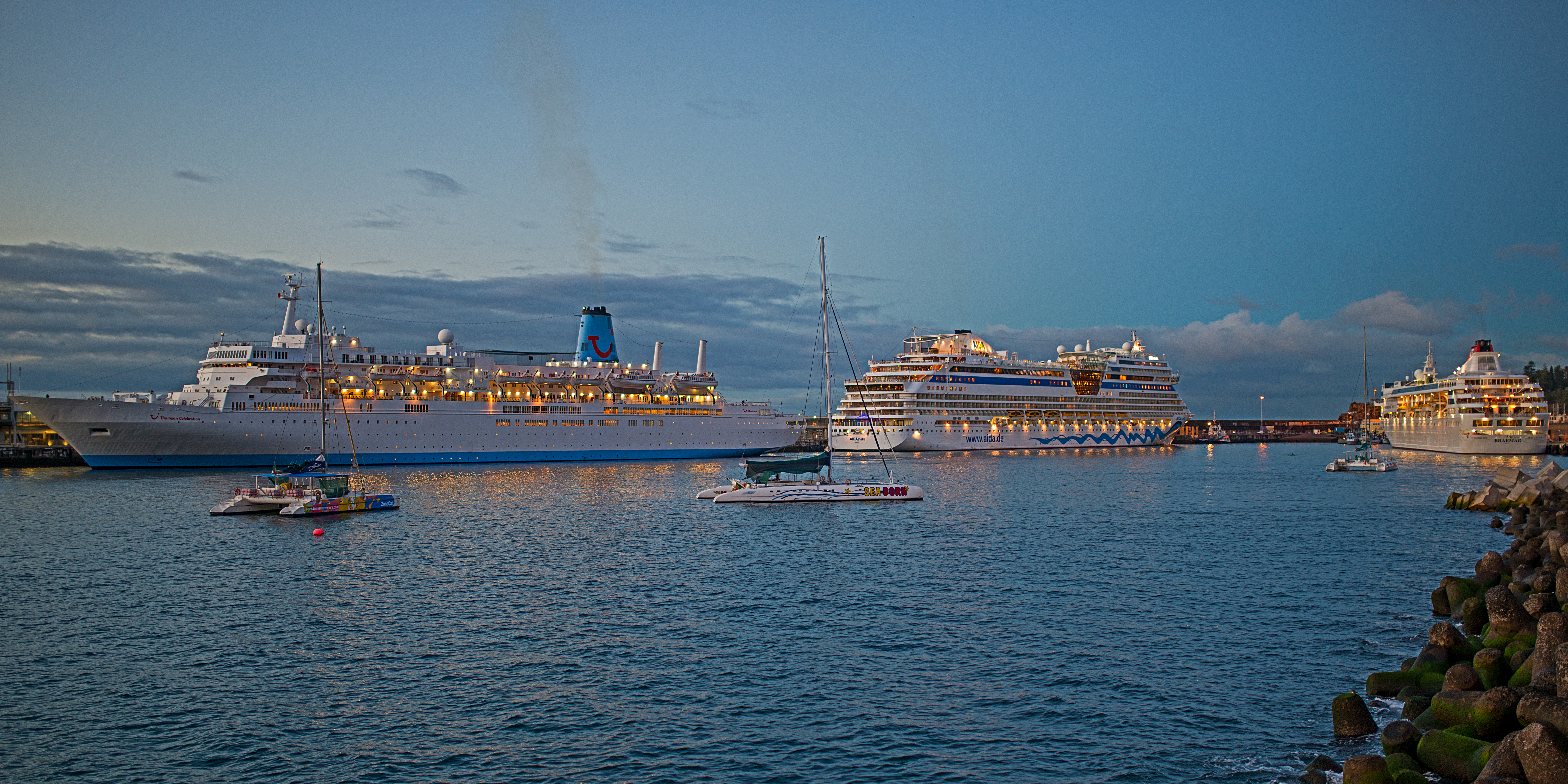
Porto do Funchal

O povoamento iniciou-se em 1424, quando a ilha da Madeira foi dividida em duas capitanias. A capitania do Funchal coube a João Gonçalves Zarco que aqui se fixou com os seus familiares. Devido à sua posição geográfica, à existência de um bom porto marítimo e à produtividade dos seus solos, desde cedo constituiu-se num importante núcleo de desenvolvimento da ilha.
A povoação recebeu o primeiro foral entre 1452 e 1454, sendo elevada a vila e a sede de concelho. Pouco depois, em 1508 foi elevada a cidade.
Entre os acontecimentos marcantes no concelho podem-se mencionar o ataque de corsários franceses em 1566, sob o comando de Bertrand de Montluc, gentil-homem da corte de Carlos IX de França e filho segundo do marechal Blaise de Montluc. No mês de setembro, embarcou em Bordéus uma força de cerca de mil e duzentos homens, em três navios de alto-bordo e oito embarcações menores. Esta armada saqueou o Porto Santo, notícia que logo passou à Madeira, levando as vilas de Machico e de Santa Cruz a armarem-se para a eventualidade. No Funchal, por determinação do então governador, Francisco Gonçalves da Câmara, não se tomou qualquer tentativa que fosse considerada como hostil.
A armada, entretanto, ancorou na praia Formosa, desembarcando uma força de cerca de 800 homens, que marchou sobre a cidade em três colunas, sem encontrar resistência até à ponte de São Paulo. Na altura da ponte foram confrontados por uma pequena força da fortaleza, com algumas peças de artilharia de pequeno calibre, que em pouco tempo debandaram. Na altura da rua da Carreira, foram combatidos por um pequeno grupo de franciscanos, que foi rapidamente abatido. A fortificação do Funchal foi então assaltada pelo lado de terra, onde a condição de defesa era precária e, sem que se conseguissem reposicionar as pesadas peças apontadas para o mar, sucumbiu. A cidade sofreu então um violento saque de quinze dias, a que quase nada escapou.
Após esse episódio, no ano seguinte era remetido para o Funchal o arquiteto militar Mateus Fernandes (III), tendo se procedido a partir de então a uma profunda modificação do sistema defensivo da cidade. A visão desse profissional encontra-se registada no chamado "Mapa de Mateus Fernandes" (1573), considerado a mais antiga planta conhecida do Funchal. De cariz militar, esse documento enfatiza as defesas da cidade, com vistas ao planeamento de uma vasta fortificação para o morro da Pena.
No século XVII assinala-se a instalação de comerciantes vinícolas britânicos que modificaram os modos de vida, a morfologia arquitetónica e o desenvolvimento económico da cidade. Algumas personalidades marcantes que passaram pelo Funchal foram: Amelia de Leuchtenberg, imperatriz do Brasil e sua filha a princesa Maria Amelia,Isabel de Wittelsbach, imperatriz da Áustria e rainha da Hungria, mais conhecida como Sissi, a imperatriz da Áustria que procurou esta cidade por motivos de lazer e de saúde, Carlos I, imperador da Áustria e rei da Hungria, marechal polaco Józef Piłsudski para recuperar a sua saúde, Winston Churchill que passou pelo Funchal de férias onde pintou alguns quadros, Fulgêncio Batista que fez uma escala no Funchal para o exílio em Espanha. Por causa de sua posição estratégica, o porto e a cidade do Funchal foram atacados durante a Primeira Guerra Mundial.

## Geografia

### Localização geográfica
| Localização geográfica do Funchal |                  |            |
| Câmara de Lobos                   | Santana          | Machico    |
| Câmara de Lobos                   |                  | Santa Cruz |
| Câmara de Lobos                   | Oceano Atlântico | Santa Cruz |

### Relevo
A cidade do Funchal encontra-se numa espécie de anfiteatro natural formado pela baía, pelas montanhas a norte e leste e por picos vulcânicos a oeste, o que faz com que a zona urbanizada da cidade se estenda desde o nível do mar até à cota dos 800 metros sendo que as montanhas a norte chegam a atingir os cerca de 1800 metros de altitude nos pontos mais altos da cordilheira central da ilha.
O centro do município do Funchal é atravessado por três ribeiras de grande declive e regime torrencial: ribeira de São João, ribeira de Santa Luzia e ribeira de João Gomes.

### Subdivisões

Freguesias do município do Funchal

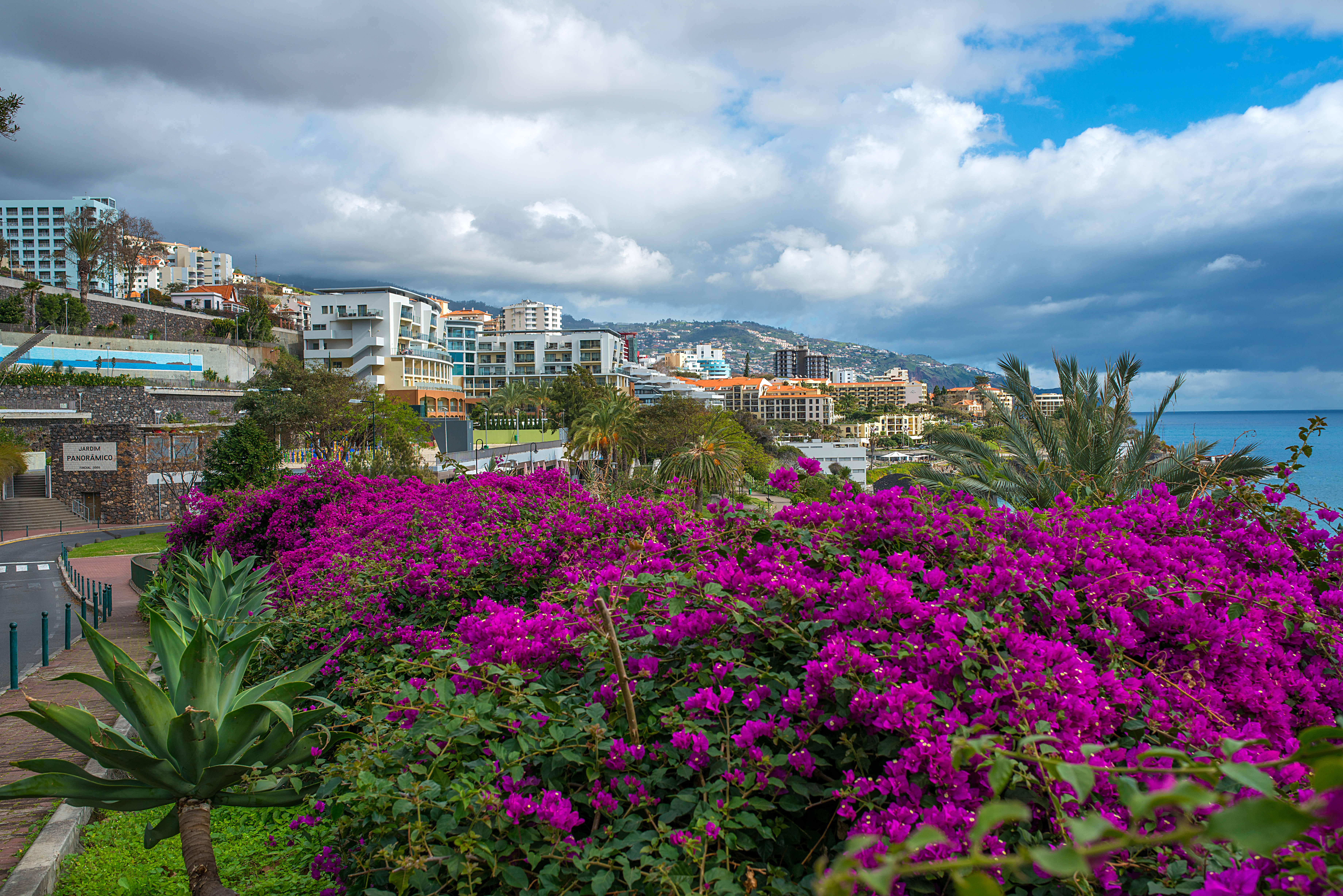
Passeio Marítimo do Funchal, normalmente chamado Promenade

A cidade/município do Funchal está dividida 10 freguesias reagrupadas, para efeitos fiscais, em quatro Bairros Fiscais. Cada freguesia é governada por uma Junta de Freguesia, órgão executivo que é eleito pelos membros da Assembleia de Freguesia, por sua vez eleita diretamente pelos cidadãos recenseados no seu território.
- Imaculado Coração de Maria
- Monte
- Santa Luzia
- Santa Maria Maior
- Santo António
- São Gonçalo
- São Martinho
- São Pedro
- São Roque
- Sé

As ilhas Selvagens também dependem administrativamente do concelho do Funchal, embora não constituam qualquer freguesia. As Desertas dependem da vizinha Santa Cruz.

### Clima
O Funchal apresenta um clima mediterrânico (Csa segundo a classificação climática de Köppen) com temperaturas amenas durante todo o ano, sendo a média anual de 19,6 ºC. Ao contrário de outras localidades da costa sul da Madeira como a Ponta do Sol, Paul do Mar ou Jardim do Mar, as temperaturas médias nos meses mais frios situam-se cerca de 1 °C a baixo de uma classificação de clima tropical com estação seca (As segundo a classificação climática de Köppen). Podem ser diferenciadas duas estações distintas, embora sem grandes variações térmicas entre ambas: a primeira de outubro a abril com precipitação regular e temperaturas médias máximas que oscilam entre os 25 °C em outubro e os 20 °C em janeiro e fevereiro; a segunda de maio a setembro, com níveis baixos de precipitação e temperaturas médias máximas que oscilam entre os 22 °C em maio e os 26 °C em agosto e setembro.
O nível de humidade mantém-se constante em torno dos 70%, o que se traduz numa perceção de calor mais acentuada relativamente às temperaturas efetivas. A precipitação total durante a época chuvosa varia muito de ano para ano já a temperatura da água do mar oscila entre os 18 °C e os 19 °C em fevereiro e entre os 24 °C e os 26 °C em agosto e setembro.
Visto a cidade se encontrar numa espécie de anfiteatro com o mar de um lado e montanhas do outro, ascendendo a 1800 metros de altitude, é bastante comum registar-se nebulosidade, chuva e vento nas cotas mais altas e ao mesmo tempo um céu mais limpo nas áreas junto à costa.
No início do verão, especialmente no mês de junho, é comum registar-se um fenómeno coloquialmente denominado "capacete do Funchal" em que toda a baía da cidade fica persistentemente coberta de nuvens durante dias a fio. O fenómeno é descrito num livro de 1884, Madère, étudiée comme station d'hiver et d'été de Julius Goldschmidt.
É comumente chamado de "tempo de leste", a situação meteorológica de visibilidade reduzida e aumento da poluição atmosférica devido ao movimento de massas de ar quente, empoeirado e com areias, do deserto do Saara que afeta a ilha e também as ilhas Canárias, mais frequentemente nos meses de Verão mas não exclusivamente.
| Valores climáticos para o Funchal, Madeira, Portugal          | Valores climáticos para o Funchal, Madeira, Portugal | Valores climáticos para o Funchal, Madeira, Portugal | Valores climáticos para o Funchal, Madeira, Portugal | Valores climáticos para o Funchal, Madeira, Portugal | Valores climáticos para o Funchal, Madeira, Portugal | Valores climáticos para o Funchal, Madeira, Portugal | Valores climáticos para o Funchal, Madeira, Portugal | Valores climáticos para o Funchal, Madeira, Portugal | Valores climáticos para o Funchal, Madeira, Portugal | Valores climáticos para o Funchal, Madeira, Portugal | Valores climáticos para o Funchal, Madeira, Portugal | Valores climáticos para o Funchal, Madeira, Portugal | Valores climáticos para o Funchal, Madeira, Portugal |
| Mês                                                           | Jan                                                  | Fev                                                  | Mar                                                  | Abr                                                  | Mai                                                  | Jun                                                  | Jul                                                  | Ago                                                  | Set                                                  | Out                                                  | Nov                                                  | Dez                                                  | Ano                                                  |
| ------------------------------------------------------------- | ---------------------------------------------------- | ---------------------------------------------------- | ---------------------------------------------------- | ---------------------------------------------------- | ---------------------------------------------------- | ---------------------------------------------------- | ---------------------------------------------------- | ---------------------------------------------------- | ---------------------------------------------------- | ---------------------------------------------------- | ---------------------------------------------------- | ---------------------------------------------------- | ---------------------------------------------------- |
| Maior valor da temperatura máxima do ar °C (°F)               | 25.5 (78)                                            | 27.0 (81)                                            | 30.5 (87)                                            | 32.6 (91)                                            | 34.2 (94)                                            | 34.7 (94)                                            | 37.7 (100)                                           | 36.0 (97)                                            | 38.4 (101)                                           | 34.1 (93)                                            | 29.5 (85)                                            | 25.9 (79)                                            | 38,4 (101)                                           |
| Média da temperatura máxima °C (°F)                           | 19.7 (67)                                            | 19.7 (67)                                            | 20.4 (69)                                            | 20.6 (69)                                            | 21.6 (71)                                            | 23.4 (74)                                            | 25.1 (77)                                            | 26.4 (80)                                            | 26.4 (80)                                            | 24.9 (77)                                            | 22.6 (73)                                            | 20.7 (69)                                            | 22,6 (73)                                            |
| Temperatura média diária °C (°F)                              | 16.7 (62)                                            | 16.6 (62)                                            | 17.2 (63)                                            | 17.5 (64)                                            | 18.6 (65)                                            | 20.6 (69)                                            | 22.2 (72)                                            | 23.2 (74)                                            | 23.2 (74)                                            | 21.8 (71)                                            | 19.6 (67)                                            | 17.9 (64)                                            | 19,6 (67)                                            |
| Média da temperatura mínima °C (°F)                           | 13.7 (57)                                            | 13.4 (56)                                            | 13.9 (57)                                            | 14.4 (58)                                            | 15.6 (60)                                            | 17.7 (64)                                            | 19.2 (67)                                            | 20.0 (68)                                            | 20.0 (68)                                            | 18.6 (65)                                            | 16.6 (62)                                            | 15.0 (59)                                            | 16,5 (62)                                            |
| Menor valor da temperatura mínima do ar °C (°F)               | 9.2 (49)                                             | 7.4 (45)                                             | 8.1 (47)                                             | 9.8 (50)                                             | 9.7 (49)                                             | 13.2 (56)                                            | 14.6 (58)                                            | 16.4 (62)                                            | 16.6 (62)                                            | 13.4 (56)                                            | 10.8 (51)                                            | 9.4 (49)                                             | 7,4 (45)                                             |
| Precipitação mm (polegadas)                                   | 74.1 (2.92)                                          | 83.0 (3.27)                                          | 60.2 (2.37)                                          | 44.0 (1.73)                                          | 28.9 (1.14)                                          | 7.2 (0.28)                                           | 1.6 (0.06)                                           | 2.0 (0.08)                                           | 32.9 (1.3)                                           | 89.5 (3.52)                                          | 88.8 (3.5)                                           | 115.0 (4.53)                                         | 627,2 (24,69)                                        |
| Fonte: Instituto de Meteorologia (IM) 27 de fevereiro de 2012 |                                                      |                                                      |                                                      |                                                      |                                                      |                                                      |                                                      |                                                      |                                                      |                                                      |                                                      |                                                      |                                                      |

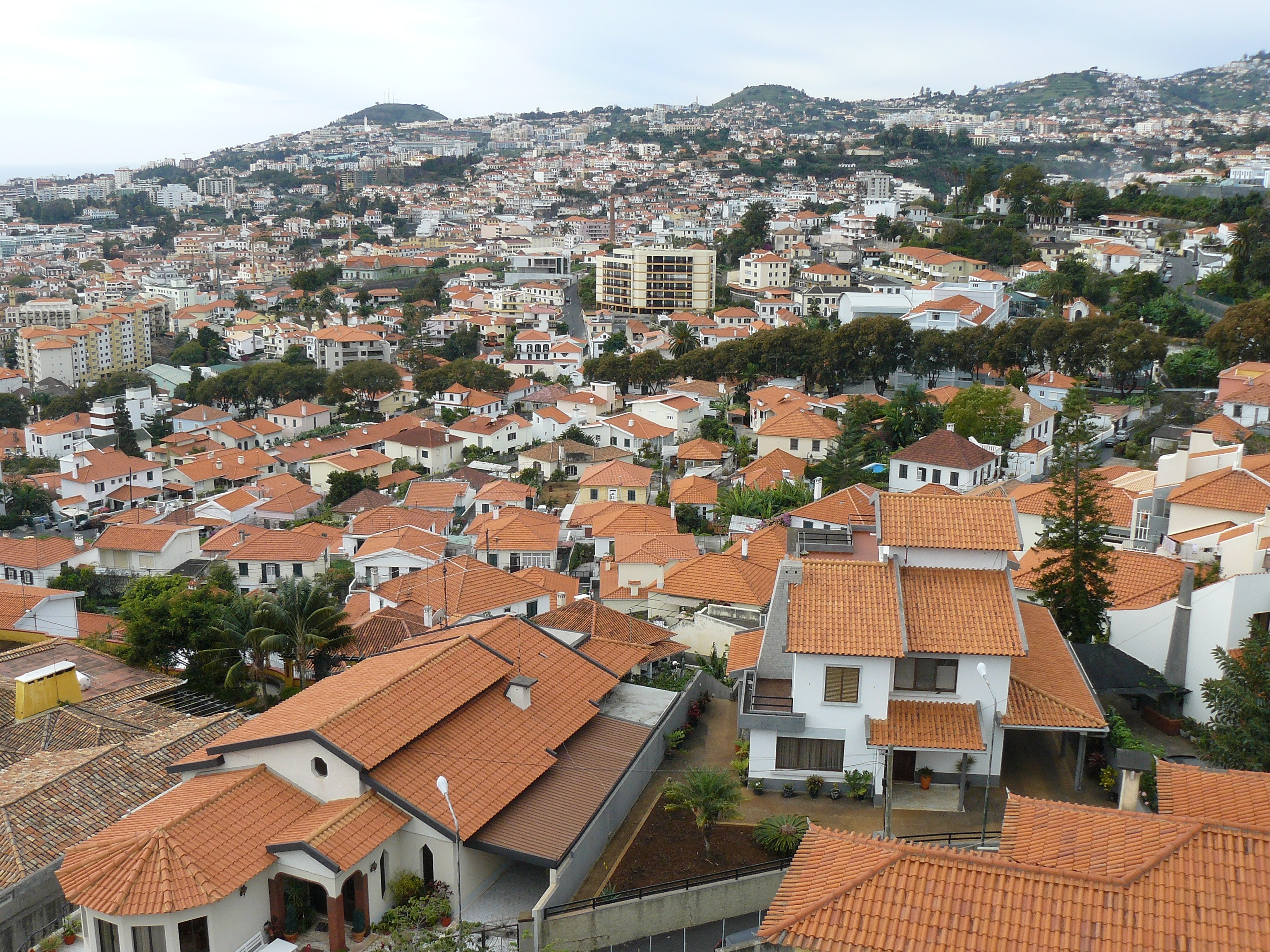
Casario do Funchal

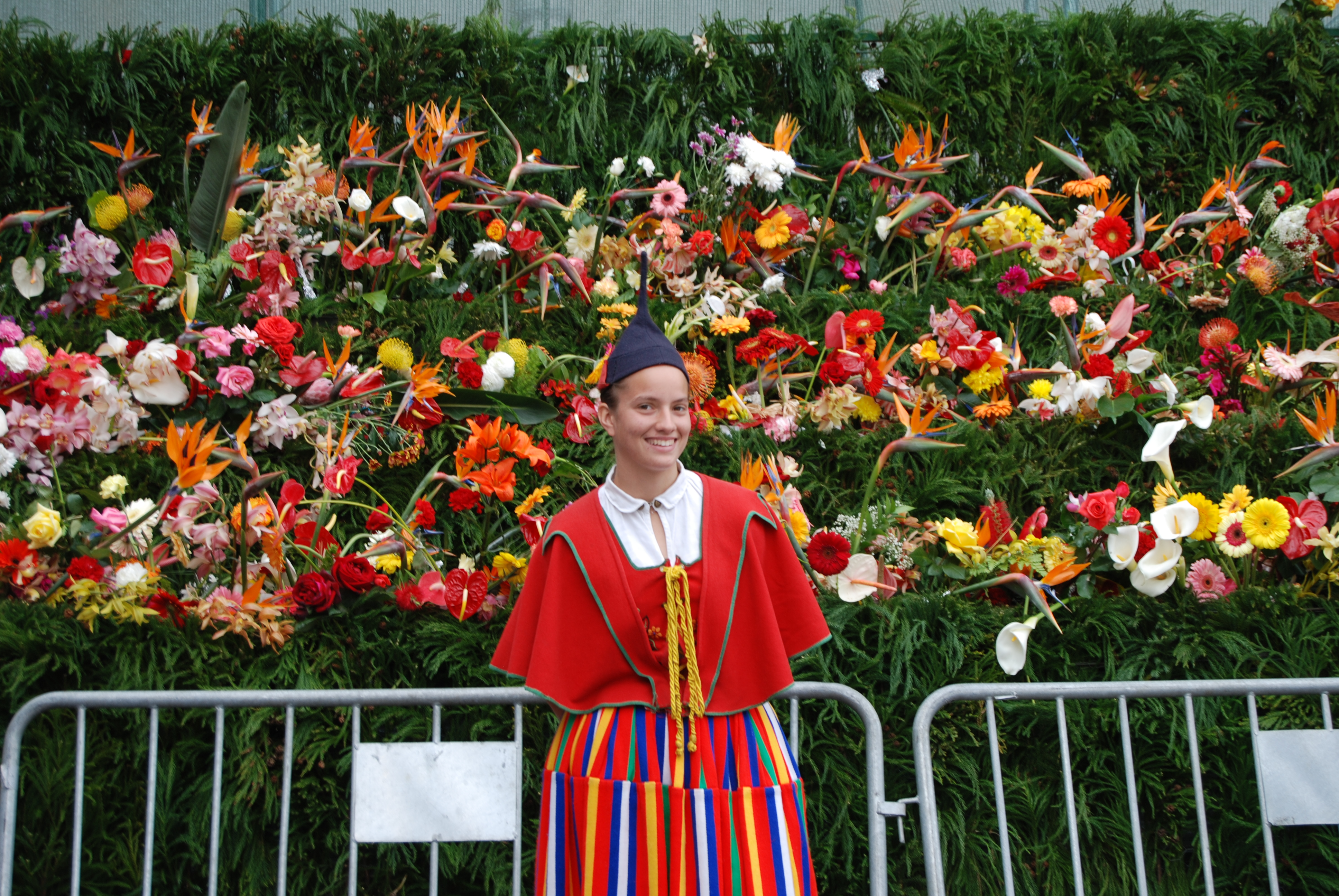
Vestimenta tradicional madeirense

## Evolução da População do Município
★ Os Recenseamentos Gerais da população portuguesa tiveram lugar a partir de 1864, regendo-se pelas orientações do Congresso Internacional de Estatística de Bruxelas de 1853. Encontram-se disponíveis para consulta no site do Instituto Nacional de Estatística (INE). 												
★★ Os dados apurados para os censos de 1864 a 1960 foram retirados da publicação do INE, "Dados Retrospectivos (Distritos, Concelhos e Freguesias", de 15 de dezembro de 1960, que diferem, nalguns casos, dos resultados apurados nos censos etários  												
★★★★ O censo de 1981 não refere dados sobre a distribuição etária da população da Madeira												
| Ano  | Total   | 0-14   | 15-24  | 25-64  | = > 65 |
| ---- | ------- | ------ | ------ | ------ | ------ |
| 1864 | 30 583  |        |        |        |        |
| 1878 | 37 594  |        |        |        |        |
| 1890 | 37 011  |        |        |        |        |
| 1900 | 43 375  | 15 002 | 8 667  | 17 589 | 2 204  |
| 1911 | 50 065  | 18 171 | 9 726  | 19 538 | 2 718  |
| 1920 | 52 082  | 17 362 | 10 880 | 21 013 | 2 411  |
| 1930 | 68 030  | 21 746 | 13 991 | 28 500 | 3 566  |
| 1940 | 86 490  | 29 516 | 16 091 | 36 438 | 4 718  |
| 1950 | 93 983  | 28 040 | 19 553 | 41 643 | 5 305  |
| 1960 | 98 113  | 30 860 | 16 472 | 44 387 | 6 394  |
| 1970 | 101 622 | 34 585 | 16 820 | 42 810 | 7 595  |
| 1981 | 112 746 |        |        |        |        |
| 1991 | 115 403 | 26 197 | 20 640 | 55 648 | 12 918 |
| 2001 | 103 961 | 17 658 | 15 943 | 55 834 | 14 526 |
| 2011 | 111 892 | 16 405 | 13 316 | 64 265 | 17 906 |
| 2021 | 105 782 | 12 647 | 11 125 | 59 147 | 22 863 |

## Geminações
O Funchal possui as seguintes cidades-gémeas:
| - Oakland, Califórnia, EUA (1970) - Honolulu, Havai, EUA (1979) - Livingstone, Província do Sul, Zâmbia (1980) - New Bedford, Massachusetts, EUA (1984) - Maui, Havai, EUA (1985) - Cidade do Cabo, Cabo Ocidental, África do Sul (1987) - Santos, São Paulo, Brasil (1988) - São Paulo, Brasil - Herzliya, Distrito de Tel Aviv, Israel (1991) | - Marrickville, Nova Gales do Sul, Austrália (1994) - Fremantle, Austrália Ocidental, Austrália (1996) - Leichlingen, Renânia do Norte-Vestfália, Alemanha (1996) - Praia, Ilha de Santiago, Cabo Verde (2003) - Saint Helier, Jersey, Reino Unido (2008) - Ílhavo, distrito de Aveiro, Portugal (2008) - Gibraltar, Reino Unido (2009) - Angra do Heroísmo, Açores, Portugal (2016) |

## Política

### Eleições autárquicas

#### Câmara Municipal
| Data | %       | V       | %      | V      | %       | V       | %       | V       | %      | V      | %     | V   | %     | V   | %   | V   | %       | V       |  |
| Data | PSD     | PSD     | PS     | PS     | CDS-PP  | CDS-PP  | APU/CDU | APU/CDU | PS-CDS | PS-CDS | PND   | PND | MUD   | MUD | CON | CON | PSD-CDS | PSD-CDS |  |
| ---- | ------- | ------- | ------ | ------ | ------- | ------- | ------- | ------- | ------ | ------ | ----- | --- | ----- | --- | --- | --- | ------- | ------- |  |
| Data | 1976    | 42,42   | 4      | 28,38  | 3       | 18,10   | 1       | 2,74    | -      |        |       |     |       |     |     |     |         |         |  |
| 1979 | 59,45   | 6       | 19,64  | 2      | 9,19    | 1       | 4,03    | -       |        |        |       |     |       |     |     |     |         |         |  |
| 1982 | 46,48   | 5       | 36,11  | 4      | 7,59    | -       | 3,99    | -       |        |        |       |     |       |     |     |     |         |         |  |
| 1985 | 56,62   | 7       | 18,22  | 2      | 6,61    | -       | 3,77    | -       |        |        |       |     |       |     |     |     |         |         |  |
| 1989 | 45,10   | 5       | PS-CDS | PS-CDS | PS-CDS  | PS-CDS  | 2,51    | -       | 40,37  | 4      |       |     |       |     |     |     |         |         |  |
| 1993 | 43,64   | 5       | 31,96  | 2      | 11,72   | 1       | 2,10    | -       |        |        |       |     |       |     |     |     |         |         |  |
| 1997 | 50,92   | 6       | 27,32  | 3      | 5,76    | -       | 6,74    | -       |        |        |       |     |       |     |     |     |         |         |  |
| 2001 | 55,72   | 6       | PS-CDS | PS-CDS | PS-CDS  | PS-CDS  | 6,42    | -       | 27,30  | 3      |       |     |       |     |     |     |         |         |  |
| 2005 | 50,23   | 6       | 25,15  | 3      | 7,80    | 1       | 8,33    | 1       |        |        |       |     |       |     |     |     |         |         |  |
| 2009 | 52,20   | 7       | 13,54  | 1      | 10,03   | 1       | 6,87    | 1       | 8,46   | 1      |       |     |       |     |     |     |         |         |  |
| 2013 | 32,43   | 4       | MUD    | MUD    | 14,55   | 1       | 8,37    | 1       | MUD    | MUD    | 39,22 | 5   |       |     |     |     |         |         |  |
| 2017 | 32,05   | 4       | CON    | CON    | 8,59    | 1       | 3,62    | -       |        |        |       |     | 42,05 | 6   |     |     |         |         |  |
| 2021 | PSD-CDS | PSD-CDS | CON    | CON    | PSD-CDS | PSD-CDS | 2,88    | -       | 39,72  | 5      | 46,98 | 6   |       |     |     |     |         |         |  |

#### Assembleia Municipal
| Data | %       | V       | %      | V      | %       | V       | %      | V      | %       | V       | %     | V      | %      | V   | %      | V      | %     | V    | %    | V   | %   | V   | %   | V   | %           | V           | %   | V   | %       | V       | %  | V  |  |
| Data | PSD     | PSD     | PS     | PS     | CDS-PP  | CDS-PP  | GDUP's | GDUP's | APU/CDU | APU/CDU | UDP   | UDP    | PRD    | PRD | PS-CDS | PS-CDS | B.E.  | B.E. | PND  | PND | MUD | MUD | CON | CON | MPT-PPV/CDC | MPT-PPV/CDC | PTP | PTP | PSD-CDS | PSD-CDS | CH | CH |  |
| ---- | ------- | ------- | ------ | ------ | ------- | ------- | ------ | ------ | ------- | ------- | ----- | ------ | ------ | --- | ------ | ------ | ----- | ---- | ---- | --- | --- | --- | --- | --- | ----------- | ----------- | --- | --- | ------- | ------- | -- | -- |  |
| Data | 1976    | 41,09   | 12     | 28,65  | 8       | 18,91   | 5      | 6,14   | 1       | 2,85    | -     | GDUP's | GDUP's |     |        |        |       |      |      |     |     |     |     |     |             |             |     |     |         |         |    |    |  |
| 1979 | 58,95   | 28      | 19,32  | 9      | 9,51    | 4       |        |        | 4,20    | 2       | 5,17  | 2      |        |     |        |        |       |      |      |     |     |     |     |     |             |             |     |     |         |         |    |    |  |
| 1982 | 47,76   | 23      | 33,86  | 16     | 8,09    | 3       | 4,42   | 2      | 2,88    | 1       |       |        |        |     |        |        |       |      |      |     |     |     |     |     |             |             |     |     |         |         |    |    |  |
| 1985 | 56,73   | 16      | 17,45  | 5      | 7,01    | 2       | 3,83   | 1      | 4,18    | 1       | 6,98  | 2      |        |     |        |        |       |      |      |     |     |     |     |     |             |             |     |     |         |         |    |    |  |
| 1989 | 46,37   | 14      | PS-CDS | PS-CDS | PS-CDS  | PS-CDS  | 2,80   | -      | 6,24    | 1       |       |        | 41,16  | 12  |        |        |       |      |      |     |     |     |     |     |             |             |     |     |         |         |    |    |  |
| 1993 | 43,15   | 13      | 31,80  | 10     | 11,73   | 3       | 2,24   | -      | 6,13    | 1       |       |        |        |     |        |        |       |      |      |     |     |     |     |     |             |             |     |     |         |         |    |    |  |
| 1997 | 48,75   | 15      | 27,95  | 8      | 6,45    | 1       | 7,01   | 2      | 5,88    | 1       |       |        |        |     |        |        |       |      |      |     |     |     |     |     |             |             |     |     |         |         |    |    |  |
| 2001 | 53,73   | 15      | PS-CDS | PS-CDS | PS-CDS  | PS-CDS  | 7,16   | 2      | 7,89    | 2       | 27,99 | 8      |        |     |        |        |       |      |      |     |     |     |     |     |             |             |     |     |         |         |    |    |  |
| 2005 | 48,42   | 17      | 25,03  | 9      | 8,08    | 2       | 9,19   | 3      |         |         |       |        | 5,64   | 2   |        |        |       |      |      |     |     |     |     |     |             |             |     |     |         |         |    |    |  |
| 2009 | 49,00   | 18      | 13,81  | 5      | 10,89   | 4       | 7,57   | 2      | 4,84    | 1       | 9,02  | 2      |        |     |        |        |       |      |      |     |     |     |     |     |             |             |     |     |         |         |    |    |  |
| 2013 | 30,44   | 11      | MUD    | MUD    | 15,69   | 5       | 9,40   | 3      | MUD     | MUD     | MUD   | MUD    | 38,73  | 14  | MUD    | MUD    |       |      |      |     |     |     |     |     |             |             |     |     |         |         |    |    |  |
| 2017 | 31,93   | 12      | CON    | CON    | 9,73    | 3       | 4,67   | 1      | CON     | CON     |       |        |        |     | 38,69  | 15     | 4,26  | 1    | 2,64 | 1   |     |     |     |     |             |             |     |     |         |         |    |    |  |
| 2021 | PSD-CDS | PSD-CDS | CON    | CON    | PSD-CDS | PSD-CDS | 3,39   | 1      | CON     | CON     | 37,85 | 14     |        |     | 1,37   | -      | 46,53 | 17   | 3,09 | 1   |     |     |     |     |             |             |     |     |         |         |    |    |  |

## Economia

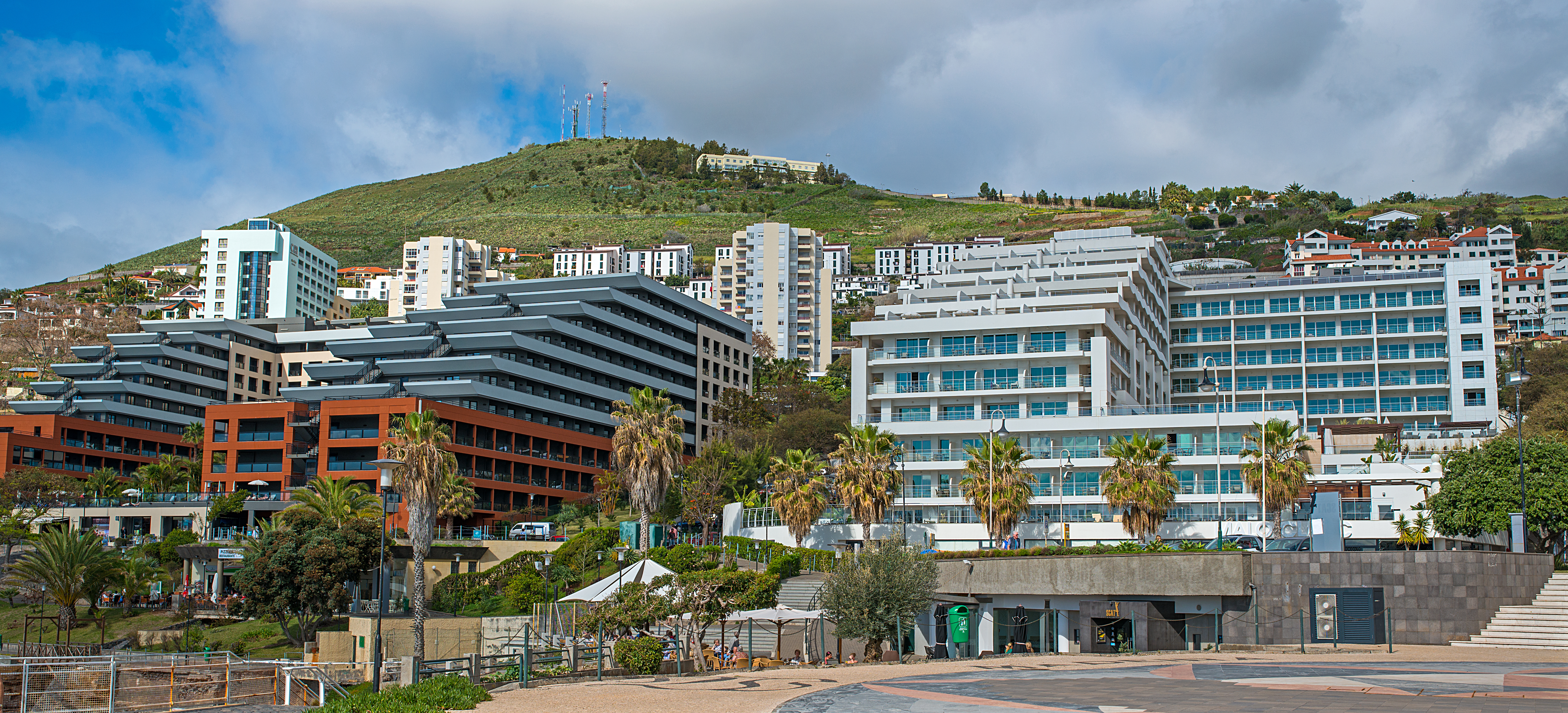
Hotéis no Lido, Zona Hoteleira do Funchal

Neste concelho predomina o setor terciário, muito ligado ao turismo, nas áreas de comércio, restauração e serviços de hotelaria, seguido pelo setor secundário, com as indústrias de construção civil, lacticínios, floricultura e artesanato.
Na agricultura predomina o cultivo da Vinha seguido da bananeira e finalmente de flores ornamentais e frutos subtropicais. A pecuária tem alguma (pouca) importância, principalmente na criação de aves, coelhos e ovinos.
O porto do Funchal é um centro turístico e de importância relevante para os cruzeiros europeus que fazem escala para Marrocos, ilhas Canárias, Caraíbas e Brasil, tendo sido o primeiro ponto de paragem na viagem inaugural do Queen Mary II.

## Infraestruturas

### Transportes
A cidade é servida pelo Aeroporto Internacional da Madeira, no concelho limítrofe de Santa Cruz.
A nível de transportes públicos, o Funchal outrora possuía um comboio que ligava o centro da cidade à freguesia do Monte, porém, o mesmo acabou por ser desativado e agora permanecem apenas os autocarros da empresa Horários do Funchal.

### Comunicações
A 5 de Outubro de 1911 foi inaugurada a rede telefónica do Funchal. A primeira comunicação telefónica estabeleceu-se entre a sede do Diário de Notícias e a Estação Central, onde se encontrava Manuel Augusto Martins, à data governador do Distrito do Funchal.

### Património arquitetónico
A nível de património arquitetónico destacam-se: Igreja e Mosteiro de Santa Clara, construídos entre 1492 e 1497, em estilo hispano-árabe, o Fortaleza-Palácio São Lourenço da primeira metade do século XVI, a Sé Catedral, projetada por Pêro Anes a mando do rei D. Manuel I de Portugal e que tem um dos mais belos tetos de Portugal feitos com a madeira da ilha, contém uma mistura de estilos arquitetónicos: o flamengo, com linhas góticas e características do estilo manuelino foi terminada em 1514 ano em que é também elevada a bispado. Edifícios também importantes são: o paço episcopal, o palácio do governo regional, os Paços do Concelho, o Teatro Municipal Baltazar Dias, os museus das Cruzes, Municipal e de Arte Sacra.

### Museus
- Casa-Museu Frederico de Freitas
- Museu "A Cidade do Açúcar"
- Museu Barbeito
- Museu da Eletricidade
- Museu de Arte Contemporânea
- Museu de Arte Sacra
- Museu de Fotografia - Vicentes
- Museu do Forte de S. Tiago
- Museu do Vinho da Madeira
- Museu Henrique e Francisco Franco

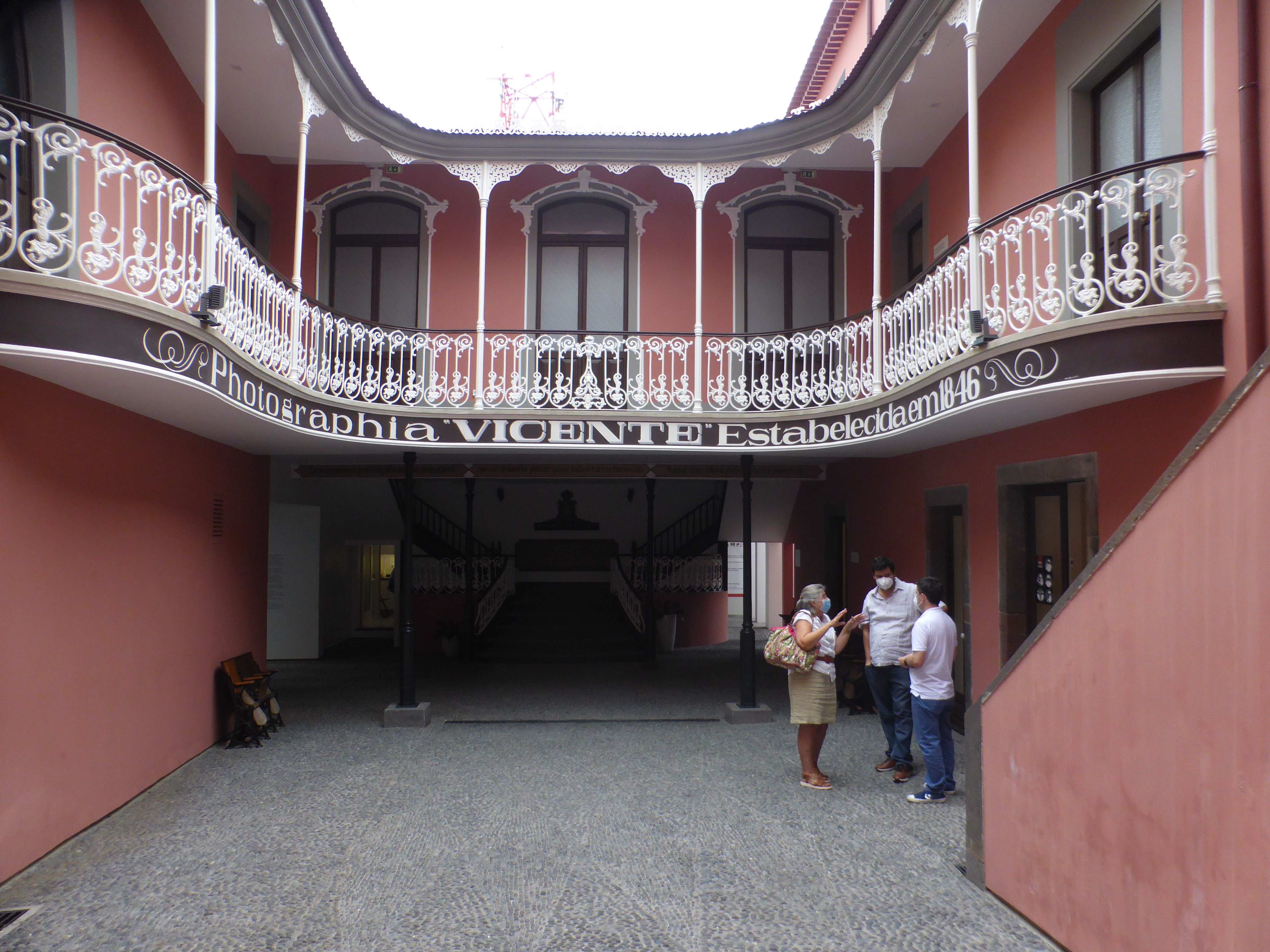
Museu de Fotografia da Madeira

- Museu de História Natural do Funchal
- Museu Municipal do Funchal
- Museu Quinta das Cruzes
- Museu Sala de Troféus do Clube Sport Marítimo
- Núcleo Museológico do IVBAM (Instituto do Vinho, Bordado e Artesanato da Madeira)
- Núcleo Museológico do Museu Militar Palácio São Lourenço
- Núcleo Museológico Mary Jane Wilson
- Museu CR7, Cristiano Ronaldo

### Complexos Desportivos
Existem dois grandes estádios no Funchal, o Estádio dos Barreiros com capacidade de 10 mil e o Estádio da Madeira com uma menor capacidade de 5 mil lugares sentados.

## Desporto
A cidade do Funchal é sede de três tradicionais clubes portugueses, o Marítimo, que disputa a Segunda Liga, o Nacional, que está na Primeira Liga, e o União da Bola, sucessor do extinto União da Madeira, cuja equipa de futebol disputa a AF Madeira. Está é a cidade onde nasceu Cristiano Ronaldo.

## Galeria

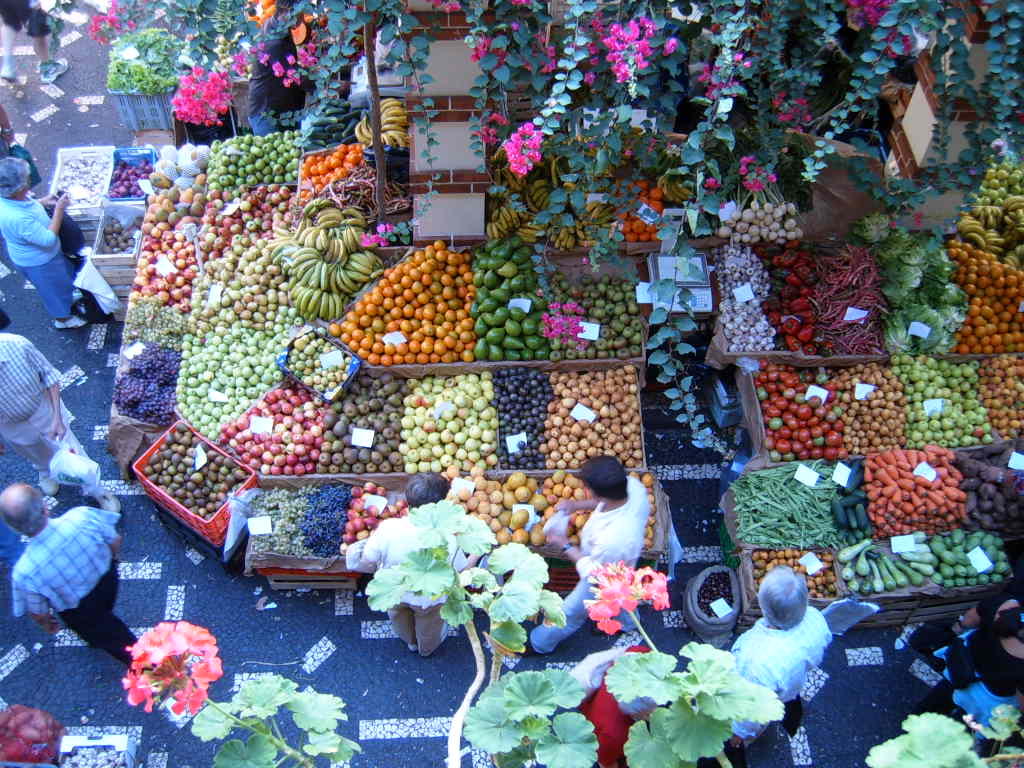
Mercado dos Lavradores
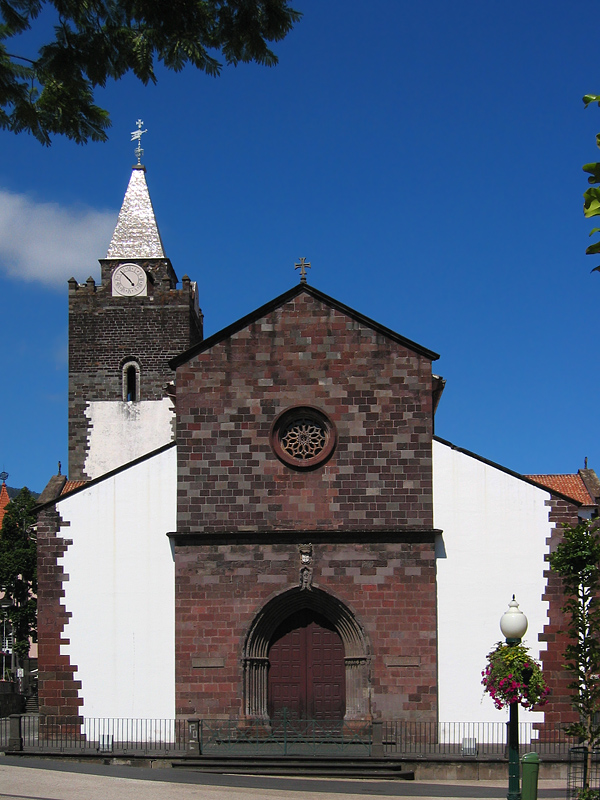
Sé Catedral
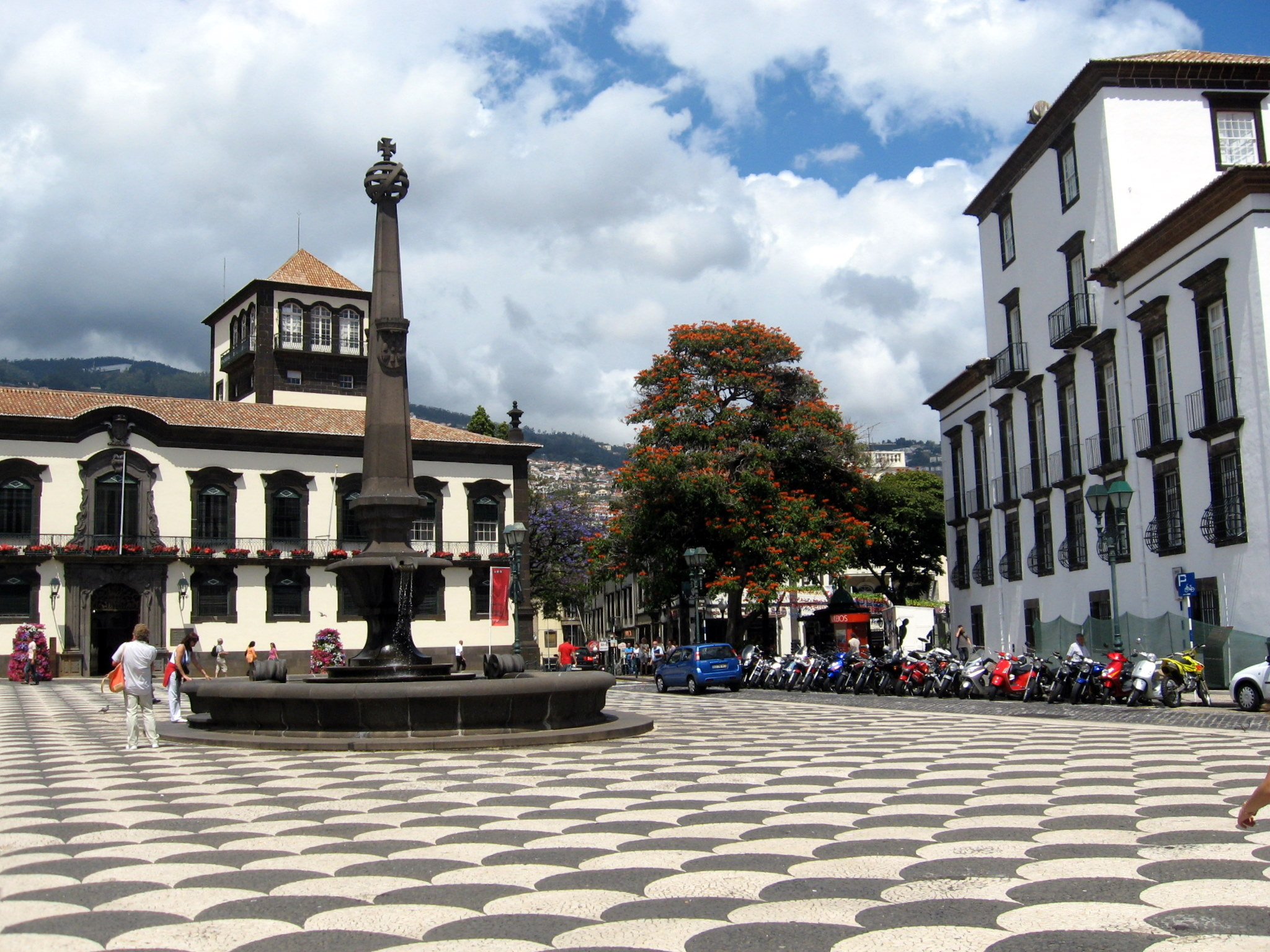
Paços do concelho
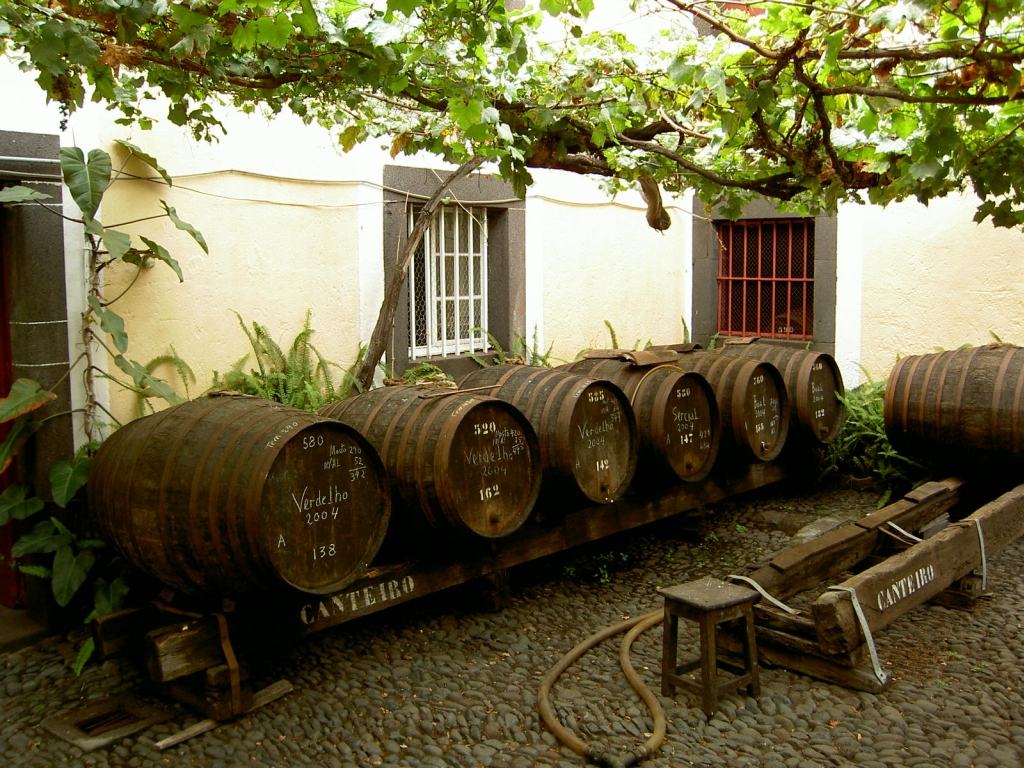
Vinho da Madeira
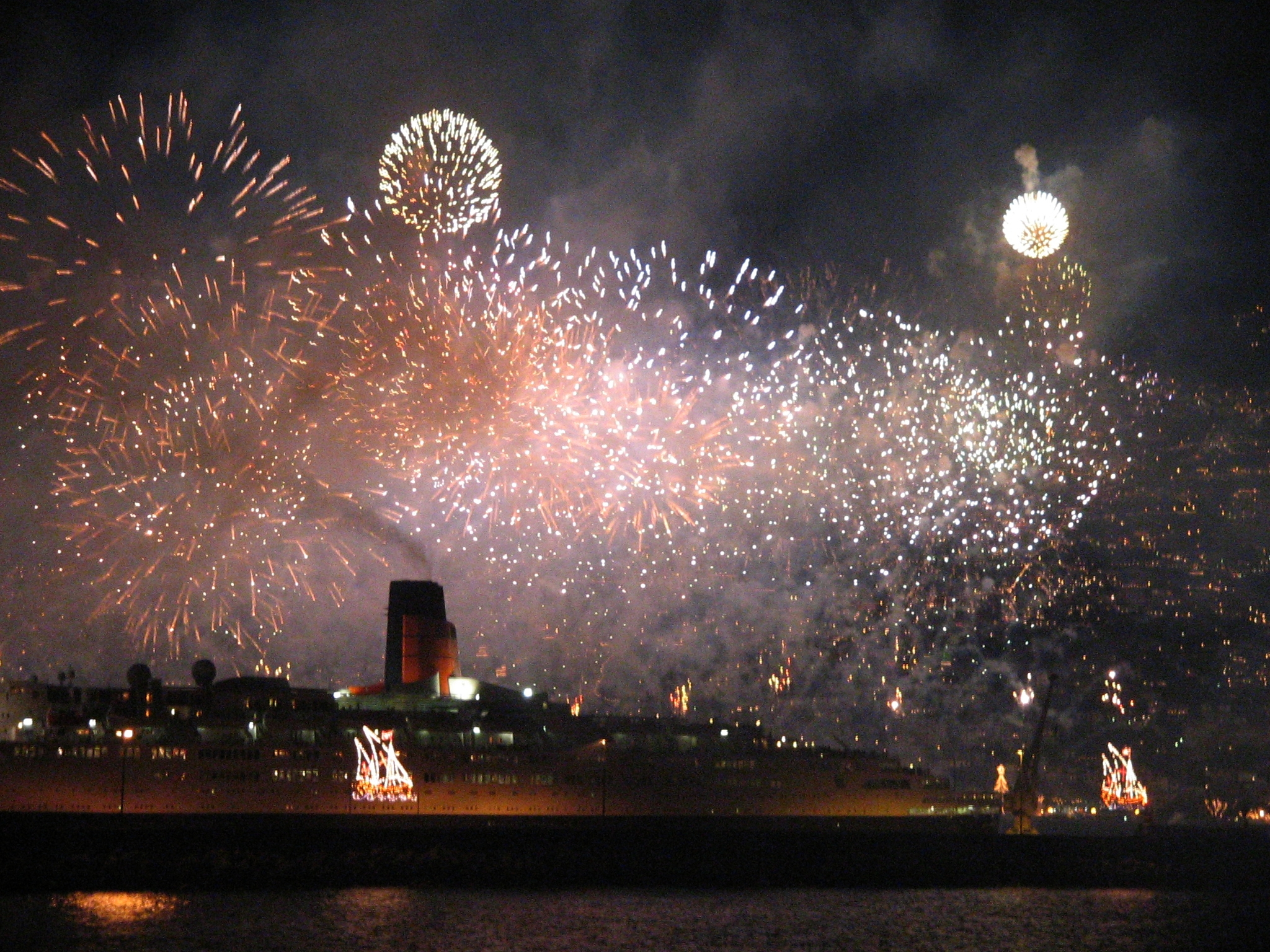
Fim-de-ano no porto do Funchal
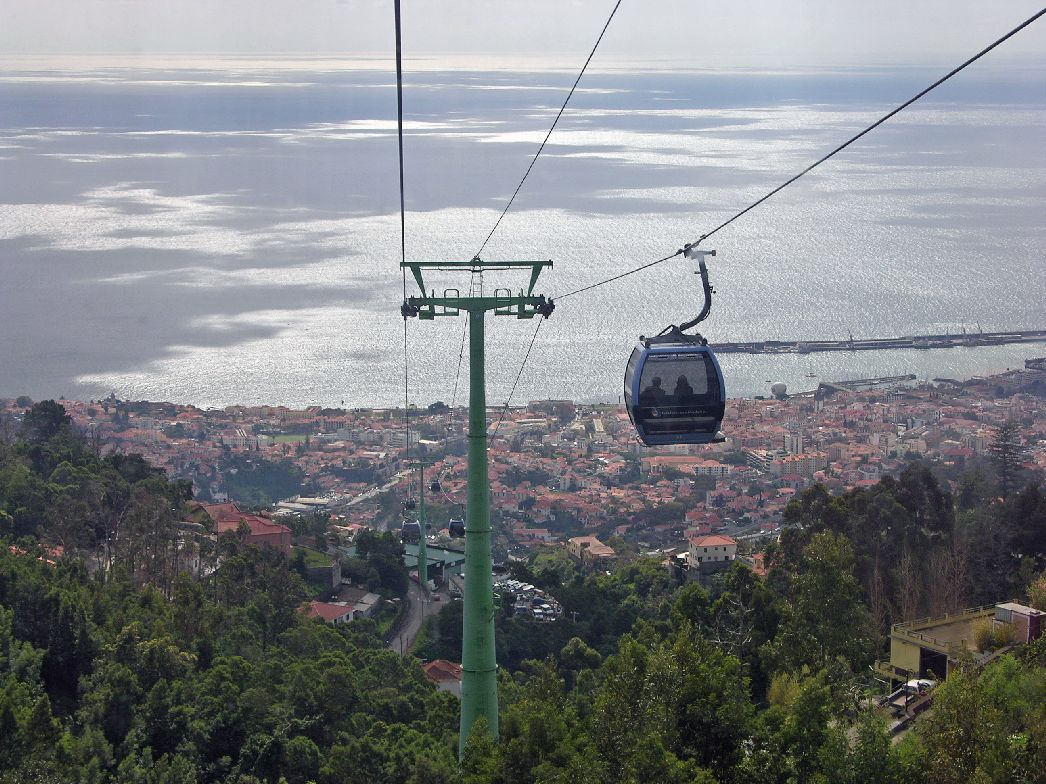
O teleférico do Monte
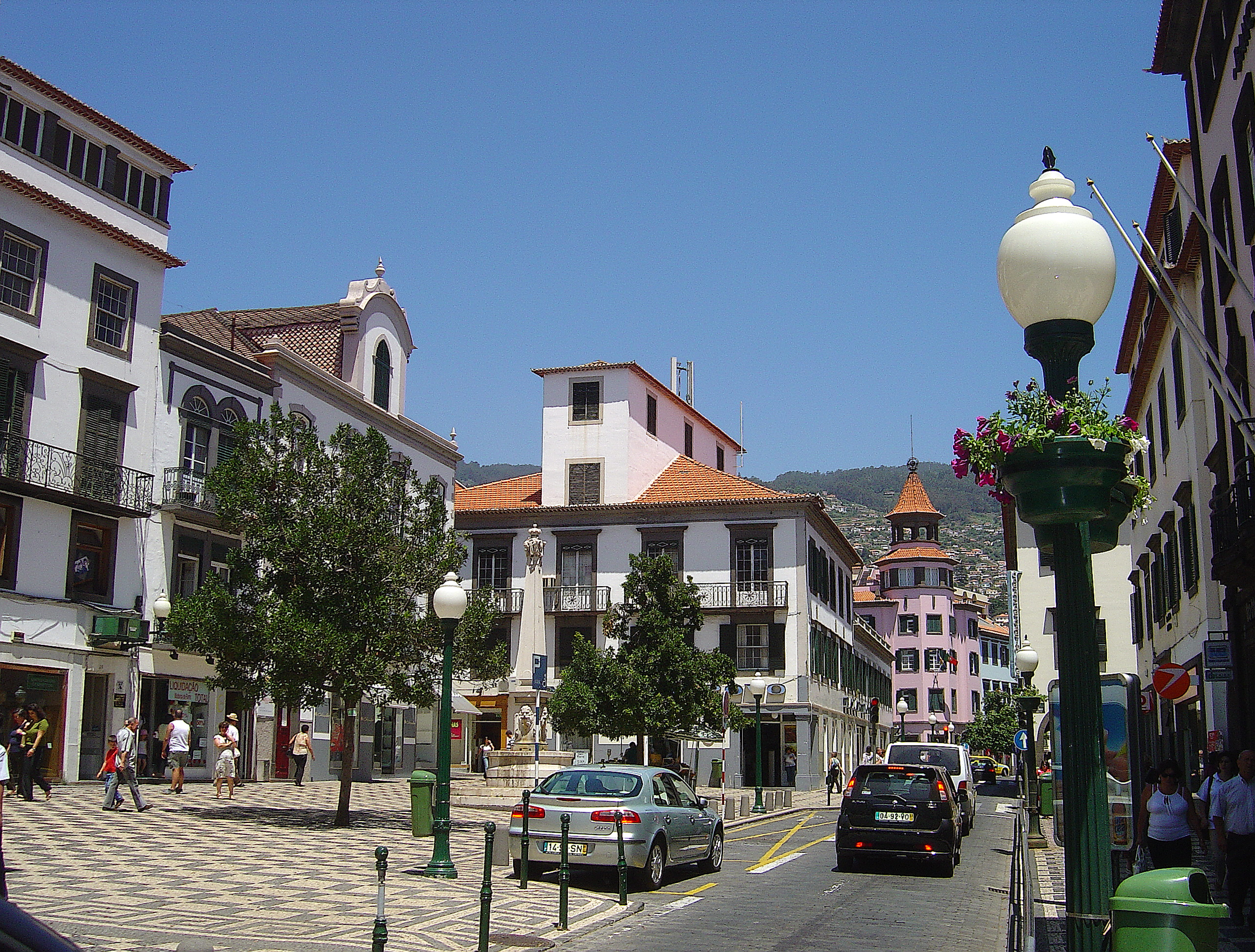
Rua do Aljube
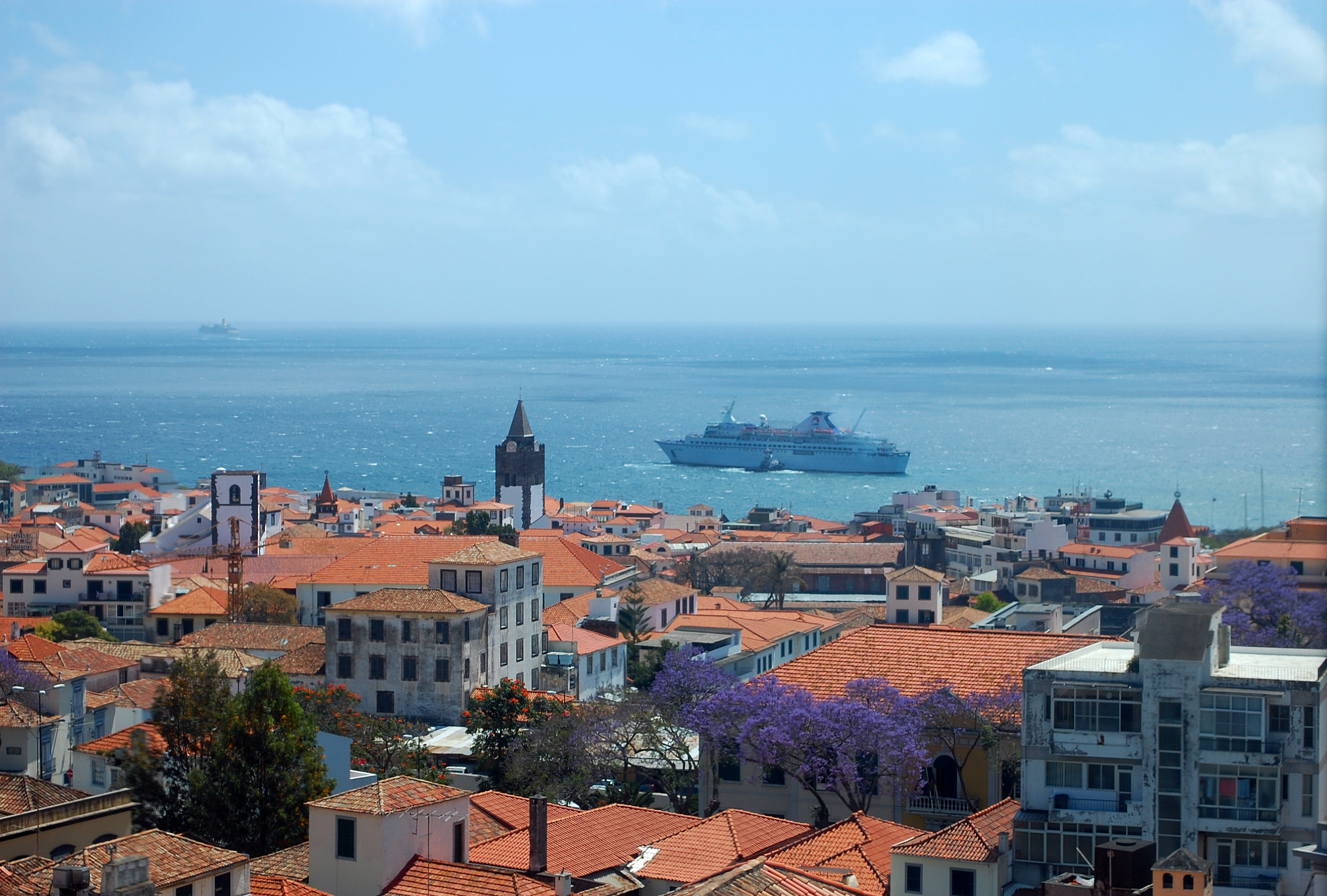
Funchal, visto do Largo das Cruzes
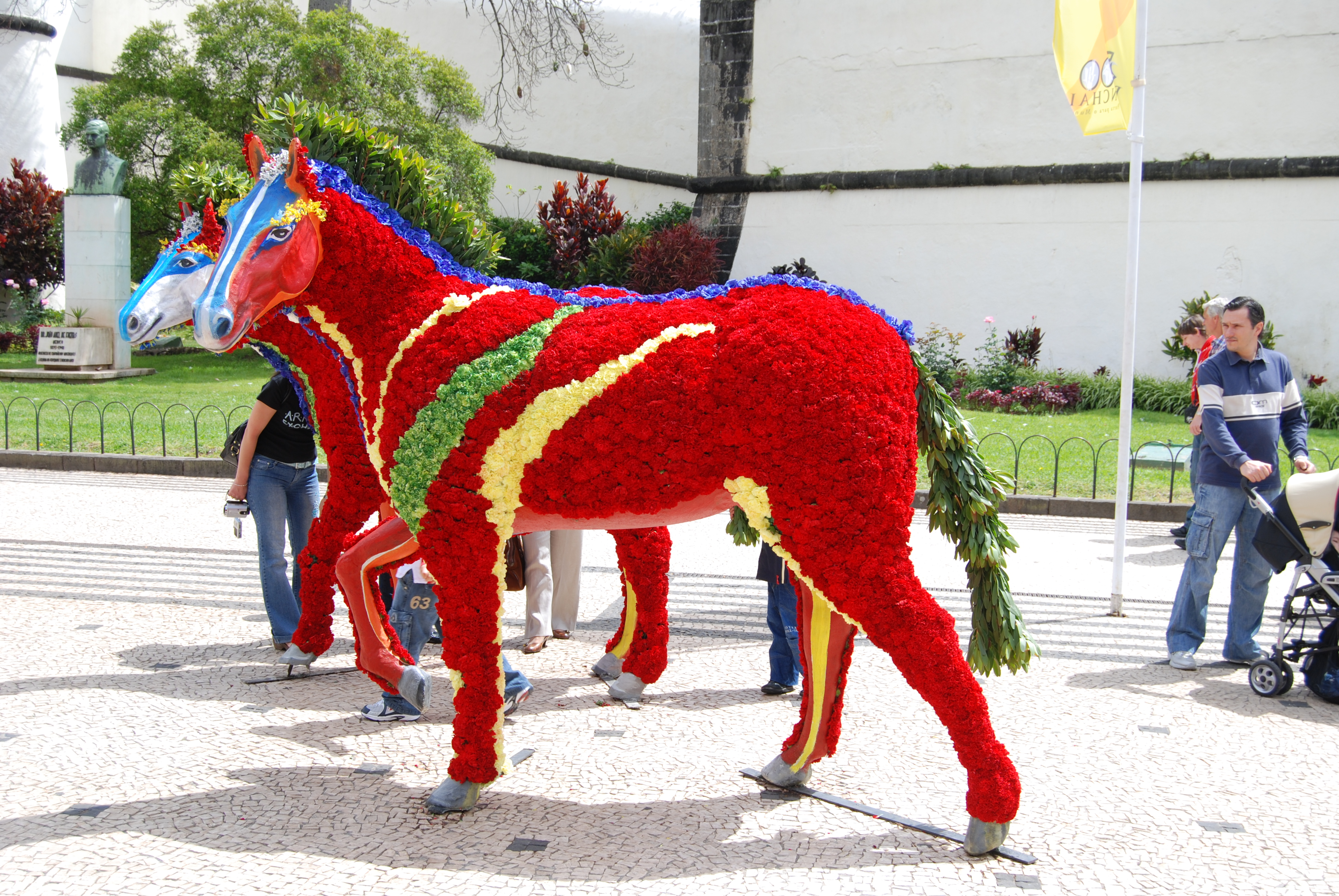
Cavalo decorado com flores, alusivo à celebração da Festa da Flor
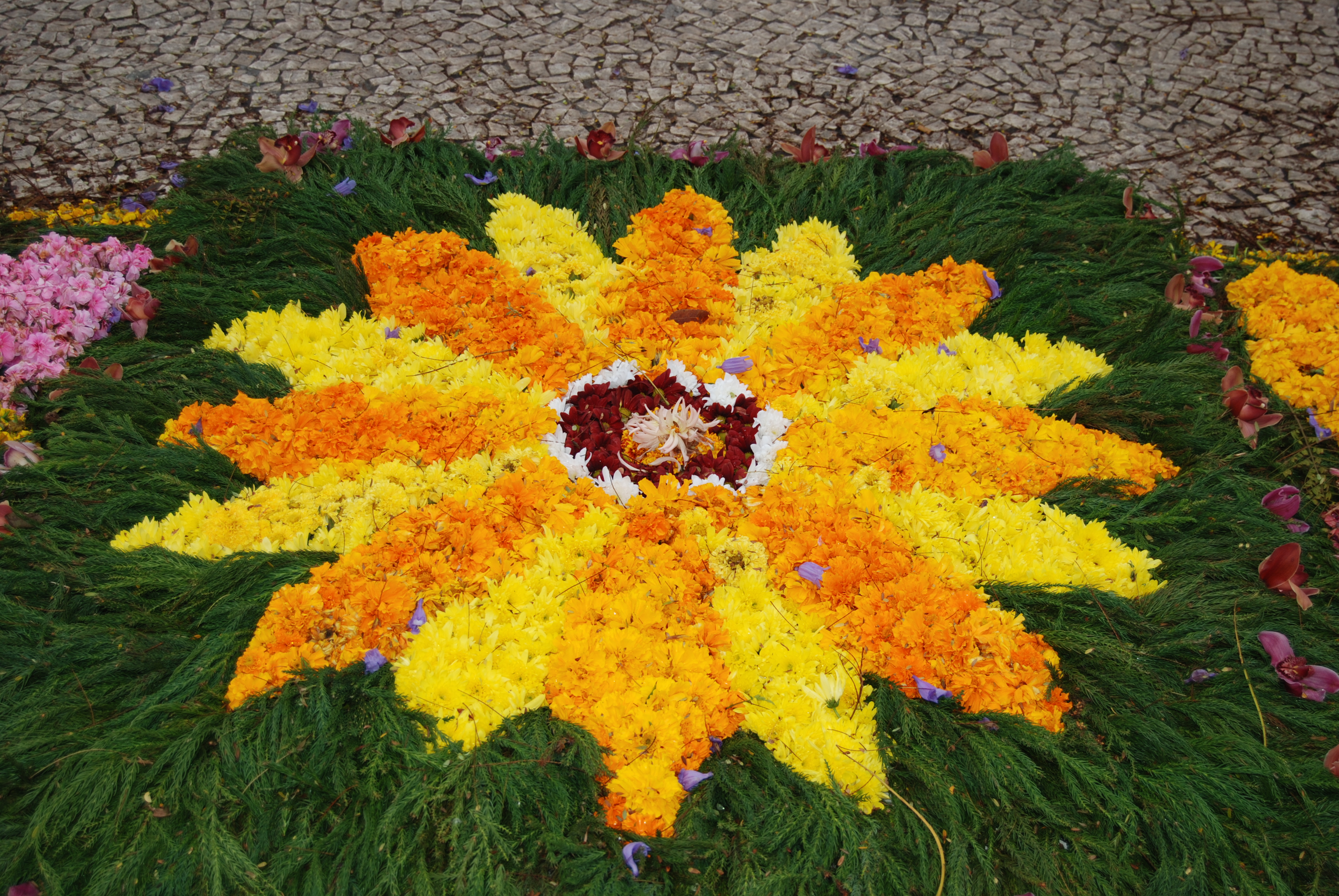
Tapete floral, típica decoração de algumas avenidas do Funchal no período da Festa da Flor
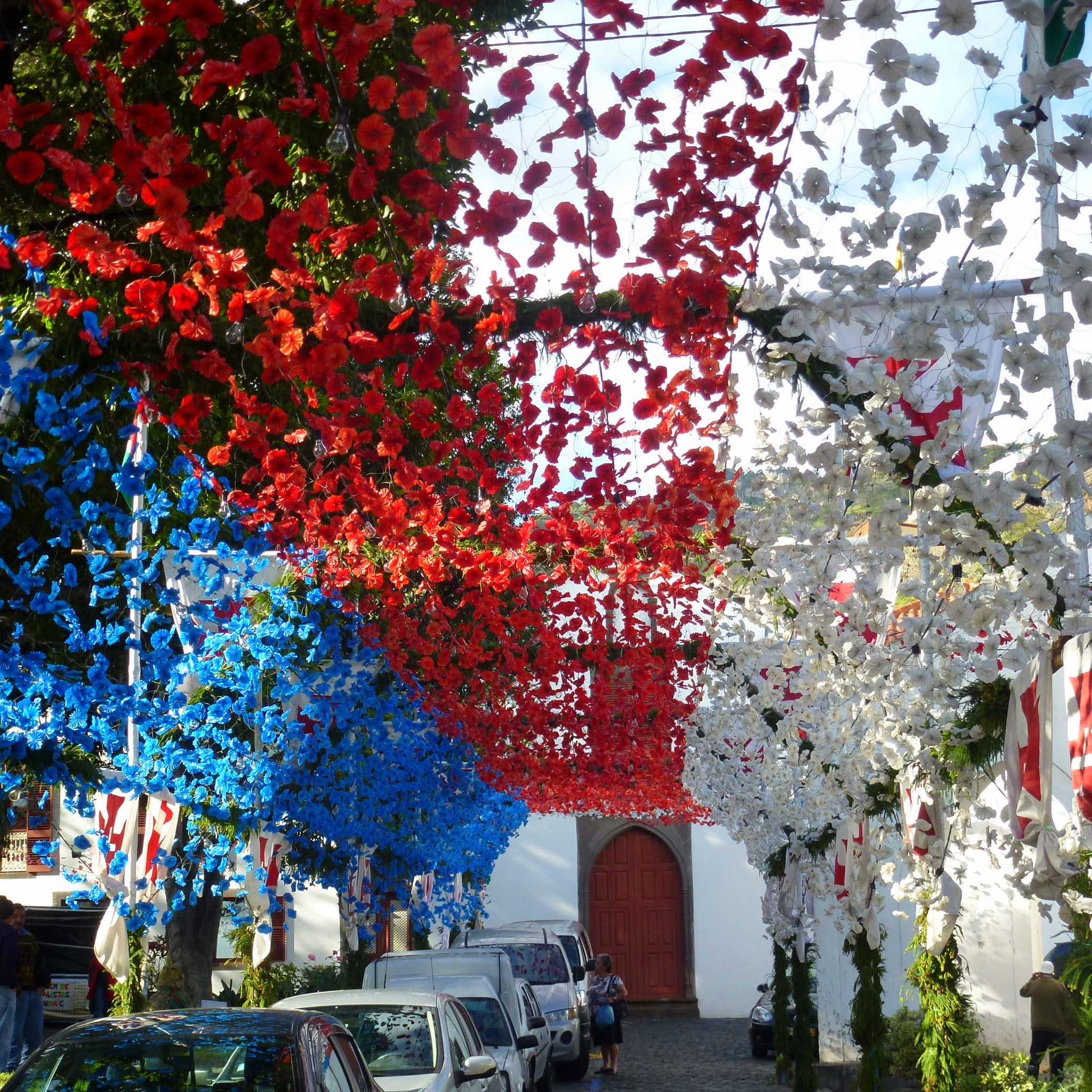
Decorações típicas de um arraial madeirense, Santa Cruz
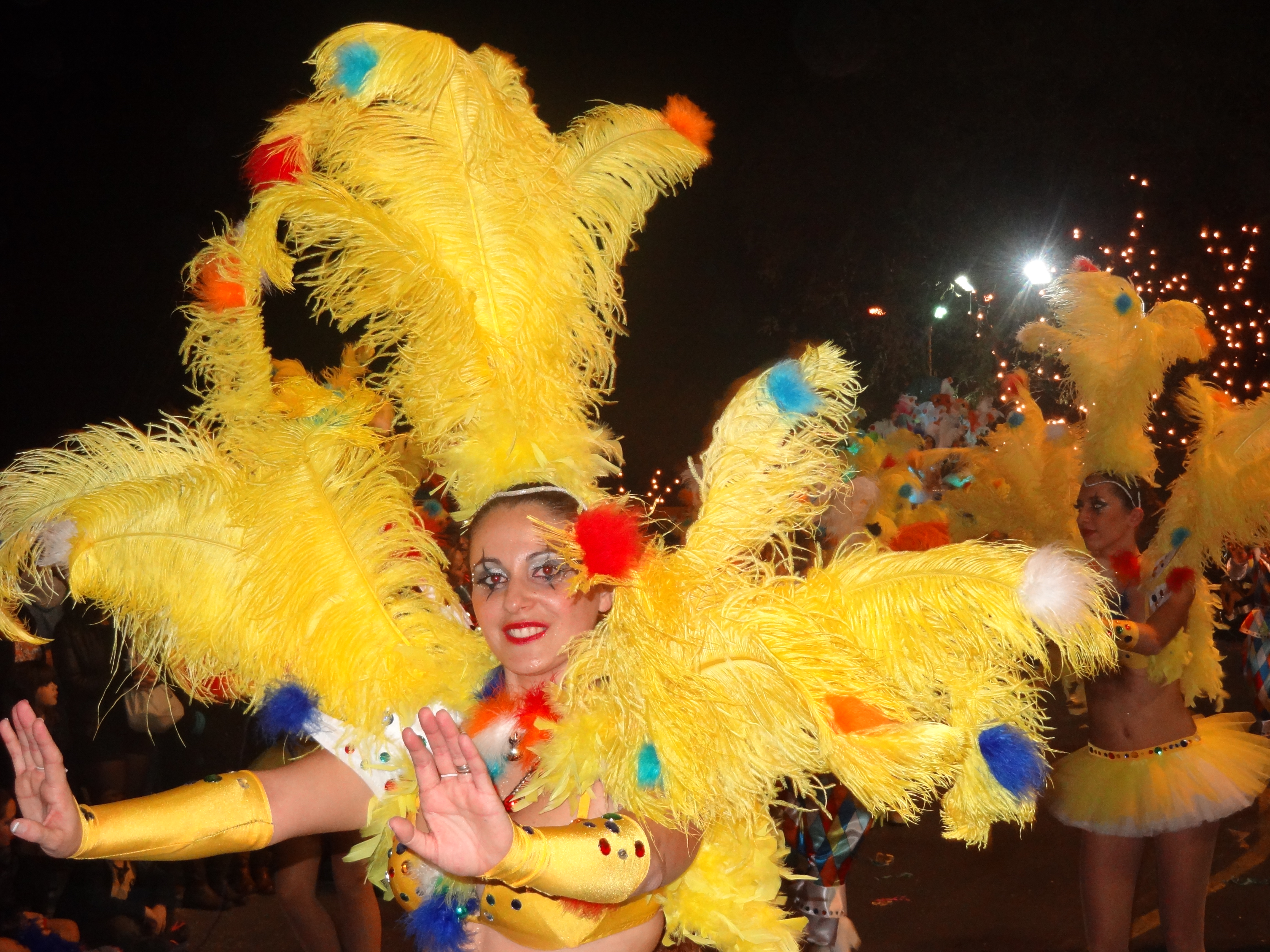
Participante do cortejo alegórico do Carnaval da Madeira
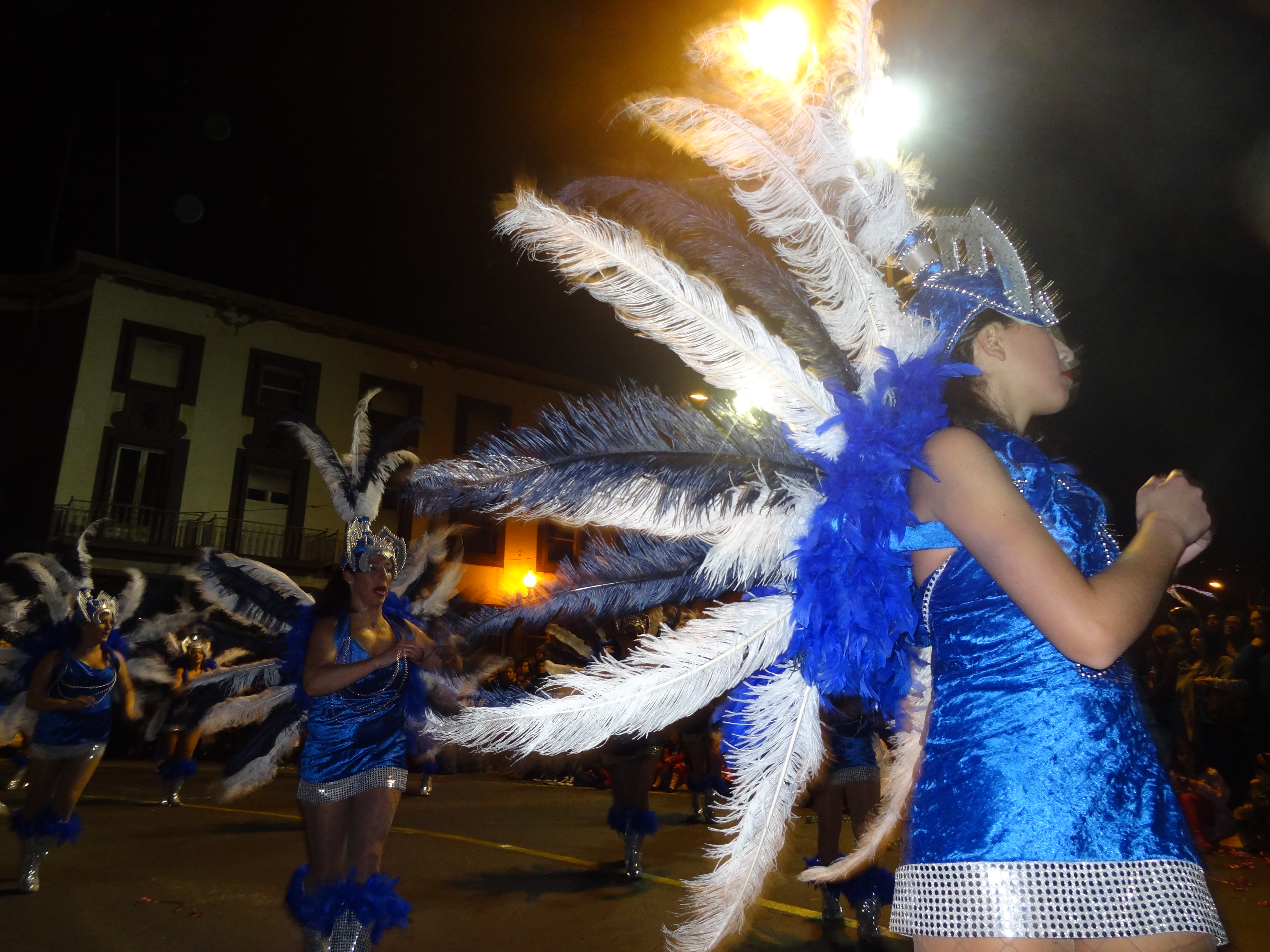
Outra dançarina dos festejos do Carnaval no Funchal
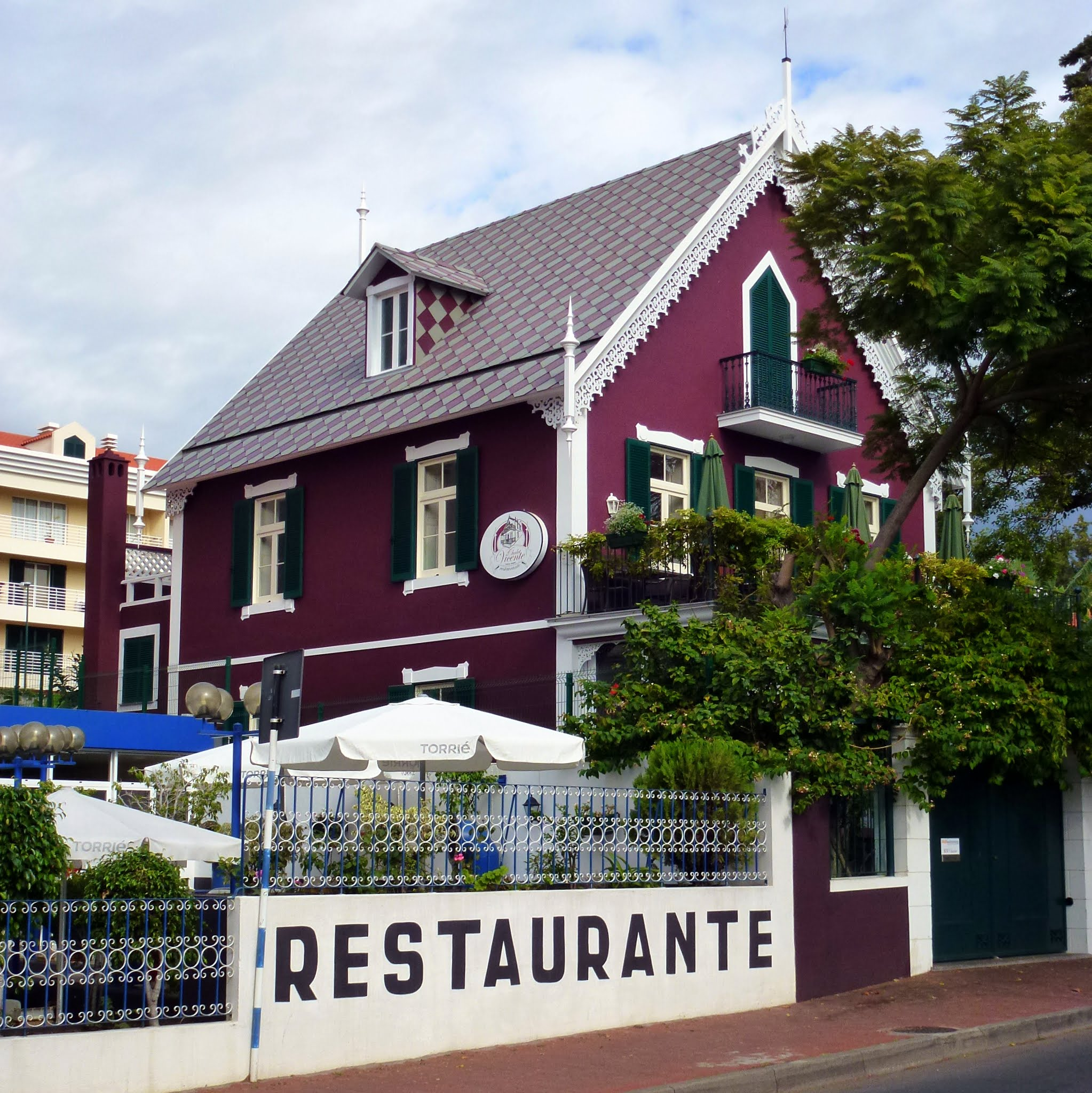
Chalet Vicente, Lido
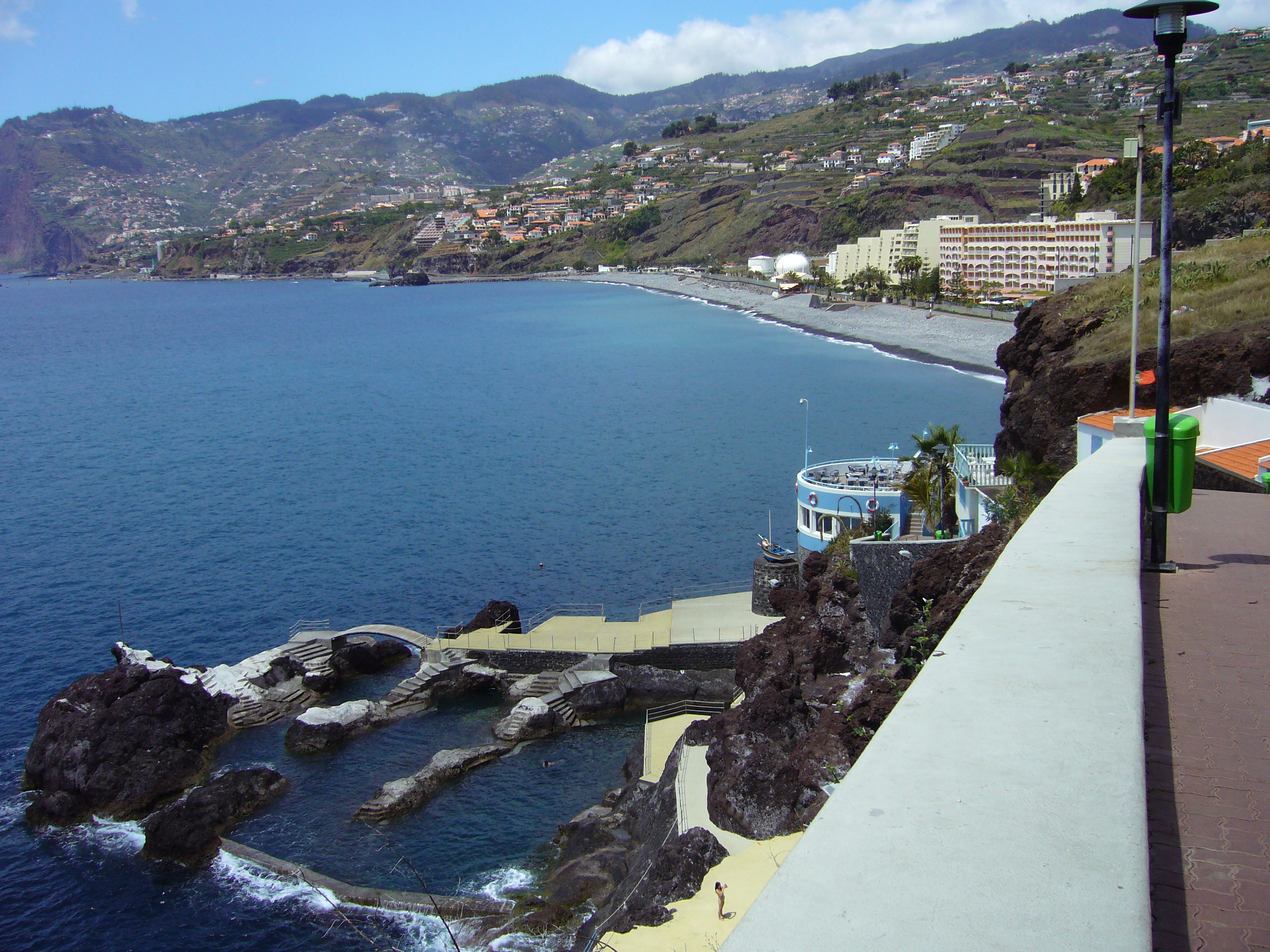
Doca do Cavacas com Praia Formosa ao fundo
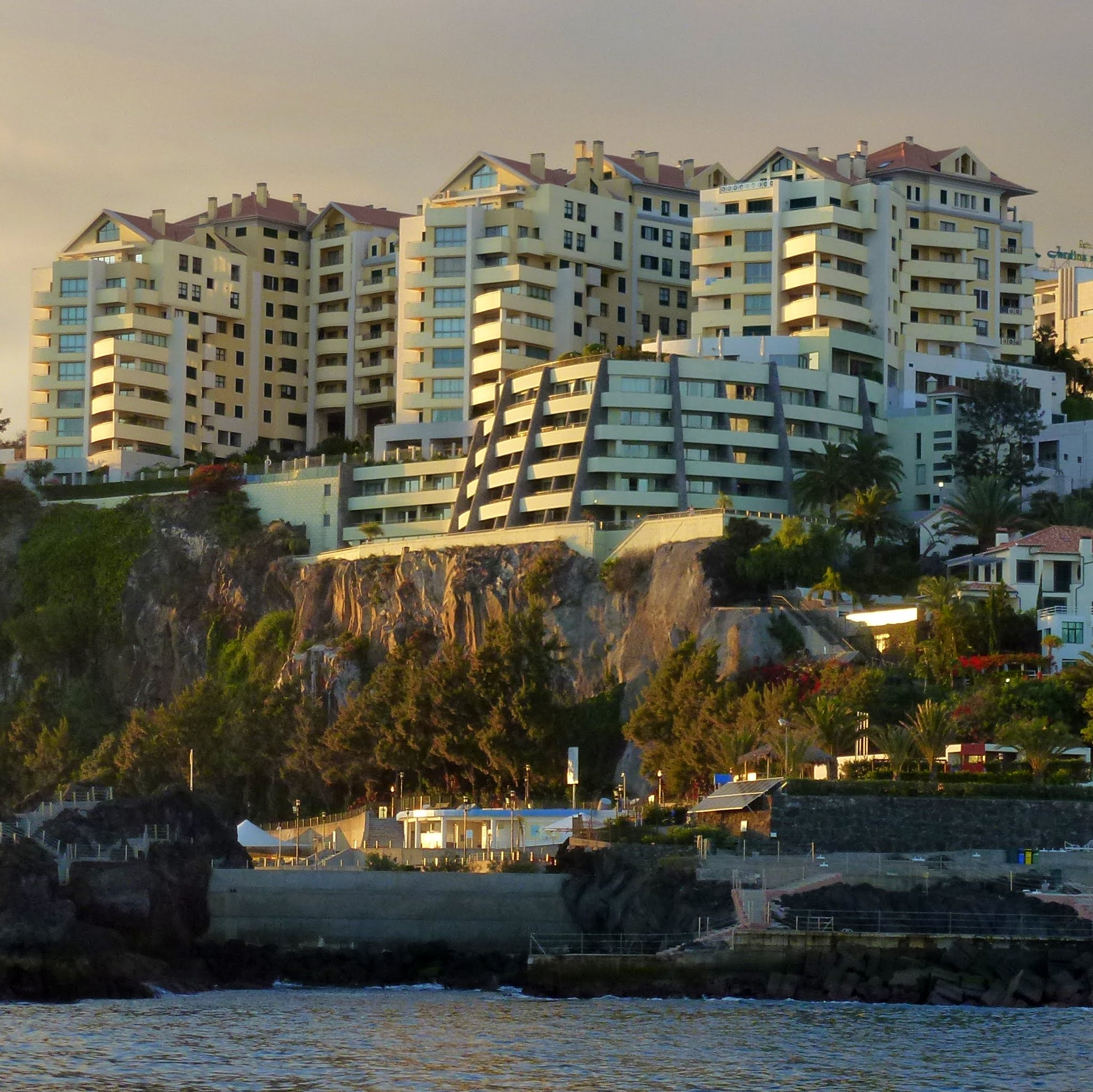
Ponta Gorda
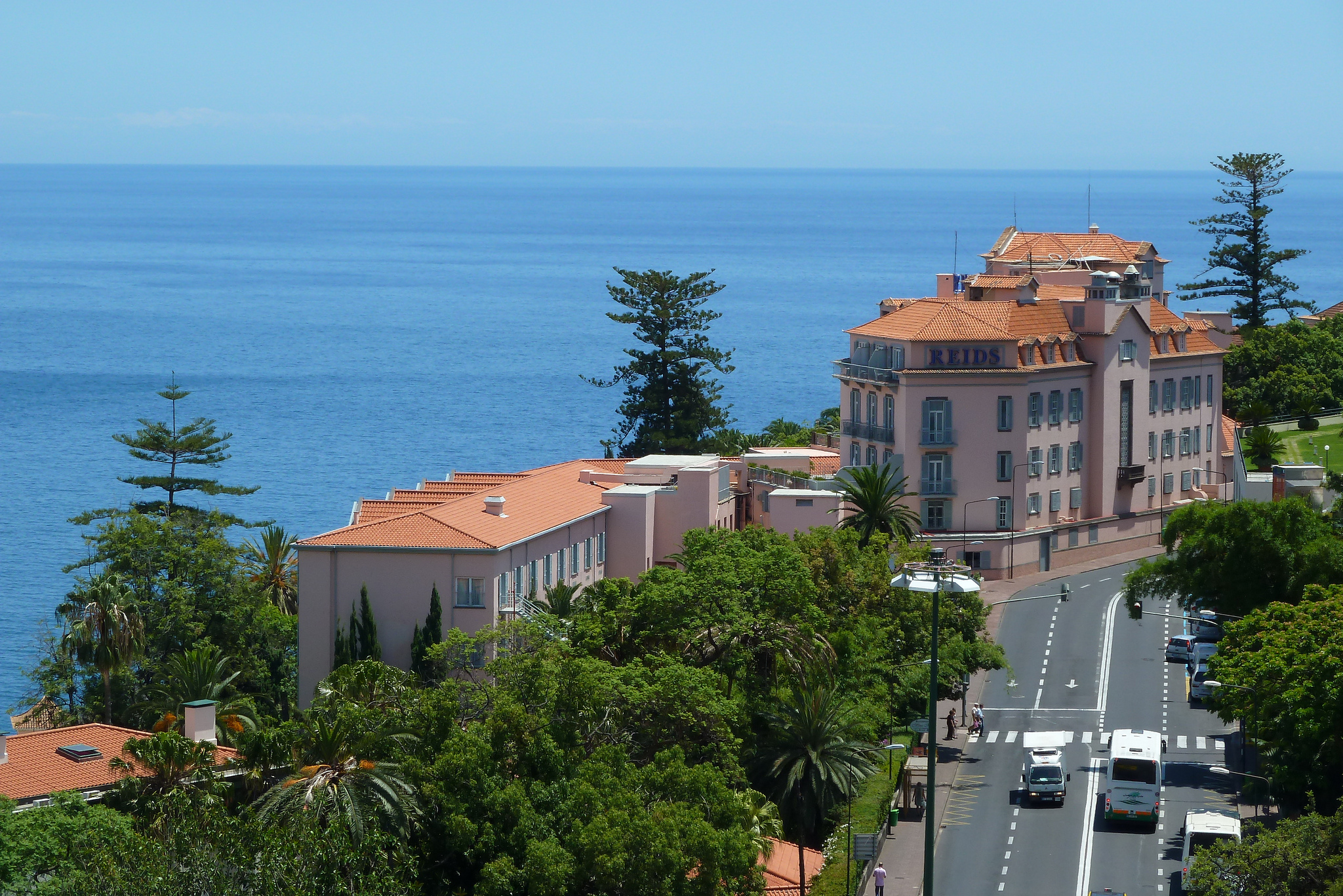
Emblemático Hotel Reids
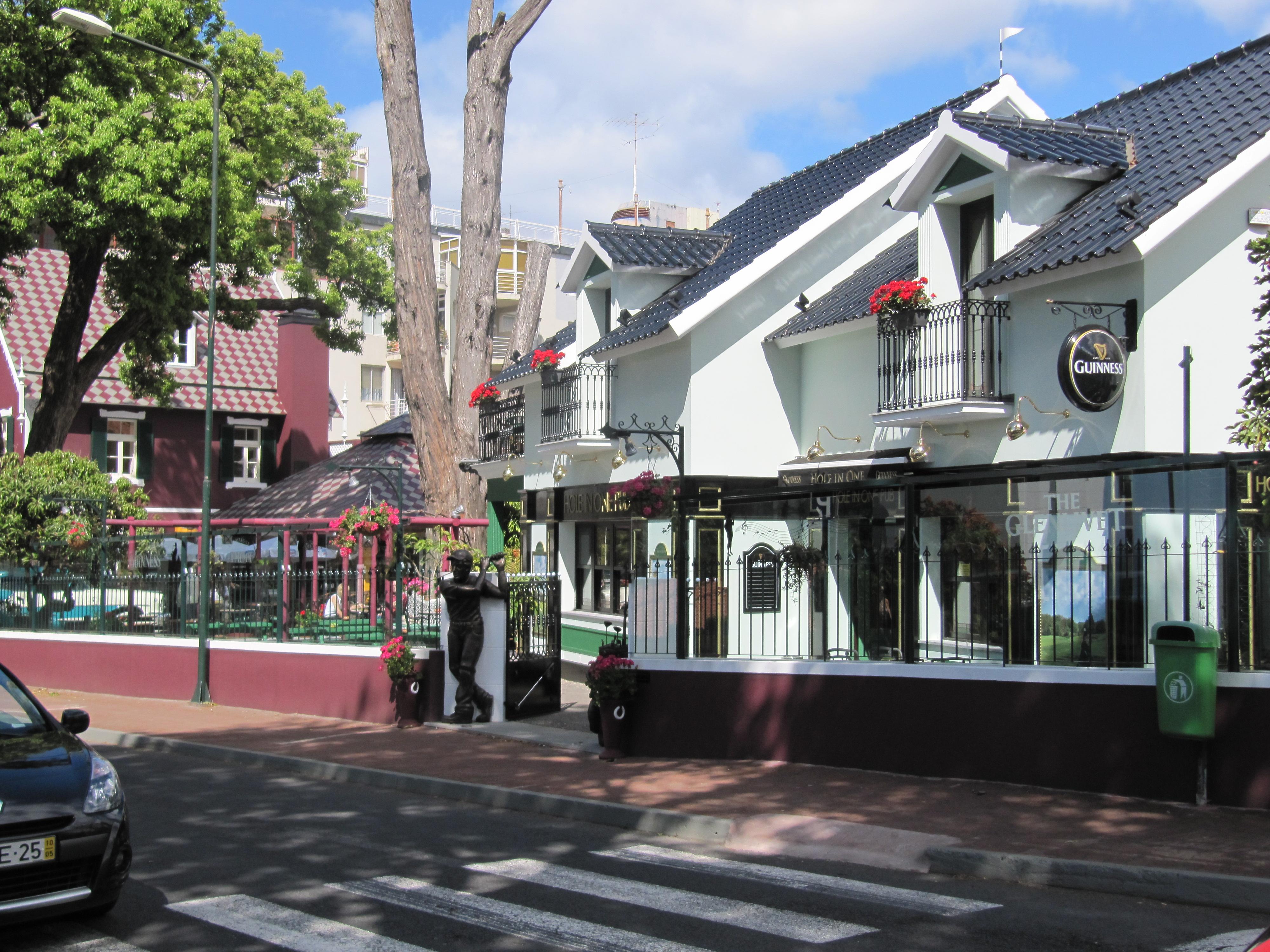
Pub Hole in One
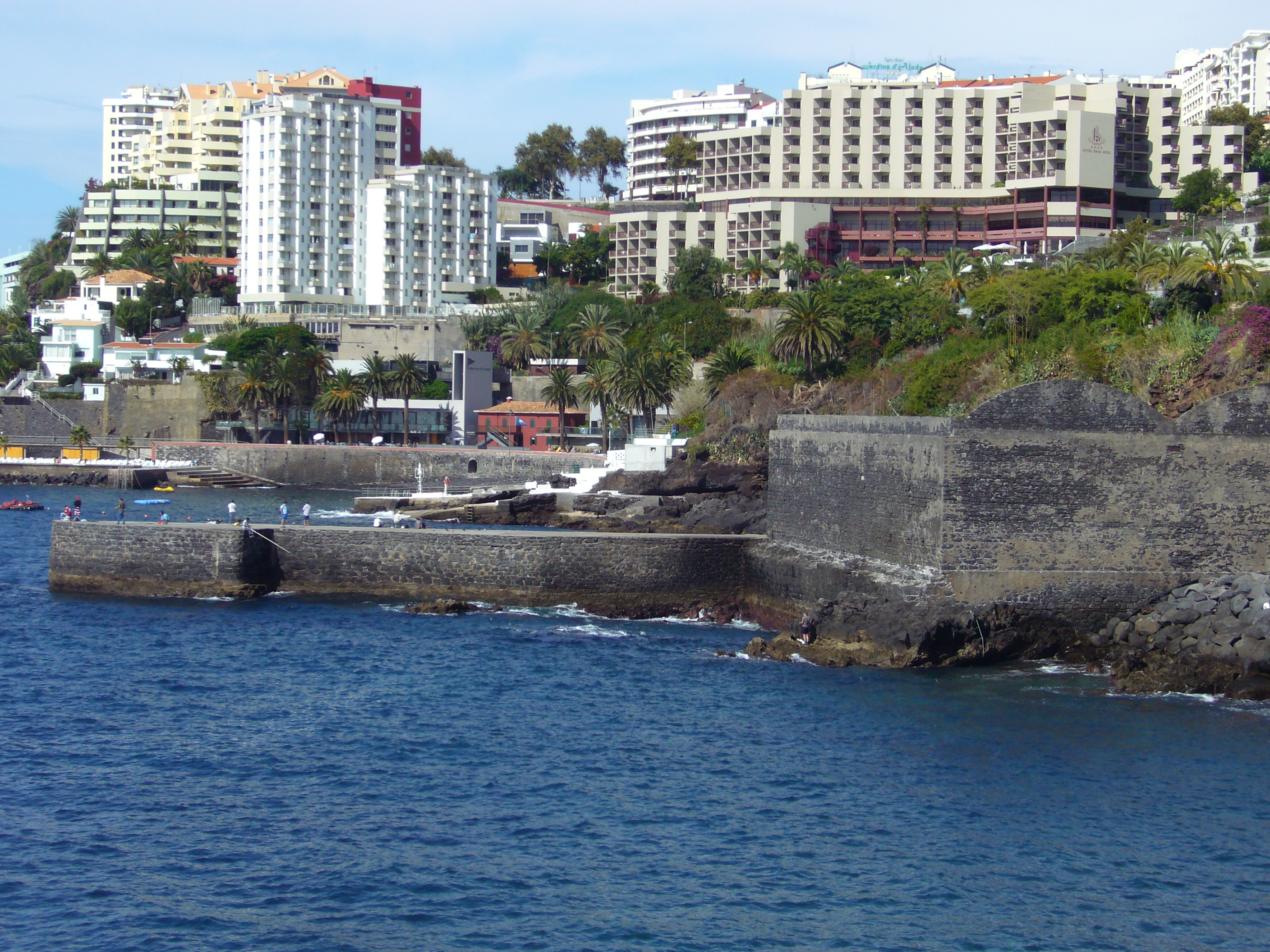
Cais do Carvão com parte da Zona Hoteleira ao fundo
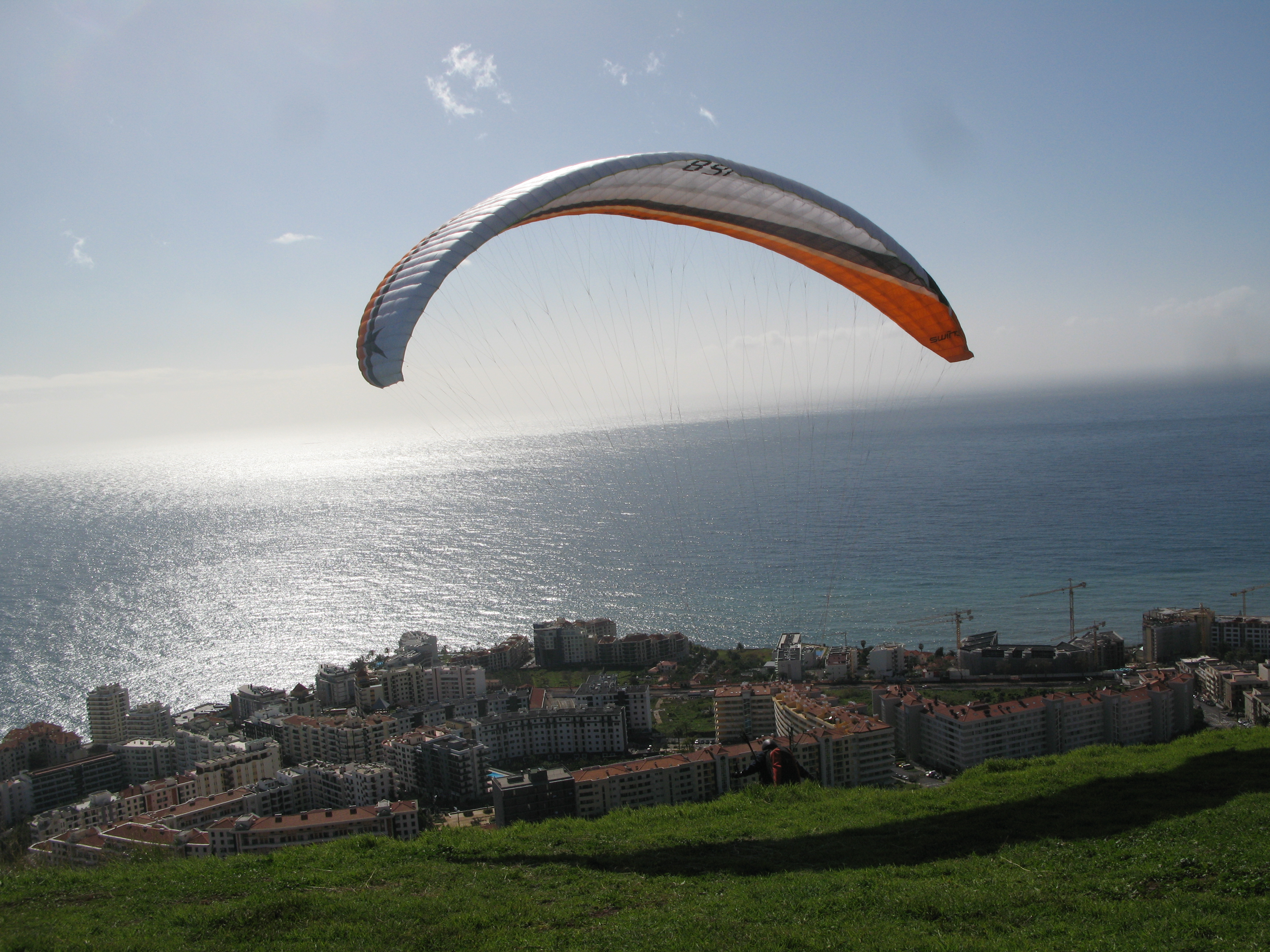
Prática de parapente desde o Pico da Cruz, para as zonas do Amparo, Ajuda e Piornais
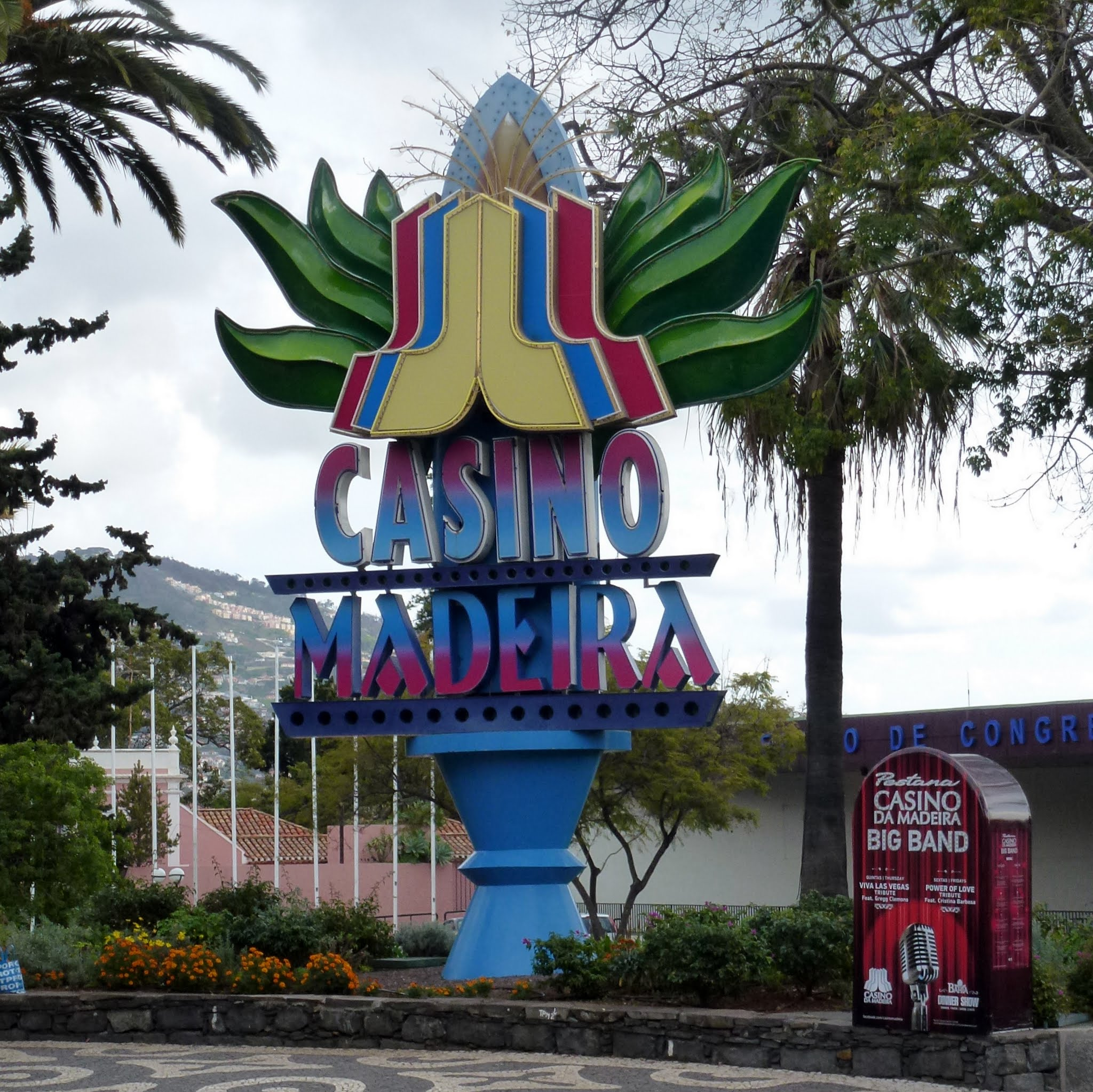
Placa alusiva ao Casino da Madeira com o Centro Internacional de Congressos ao fundo
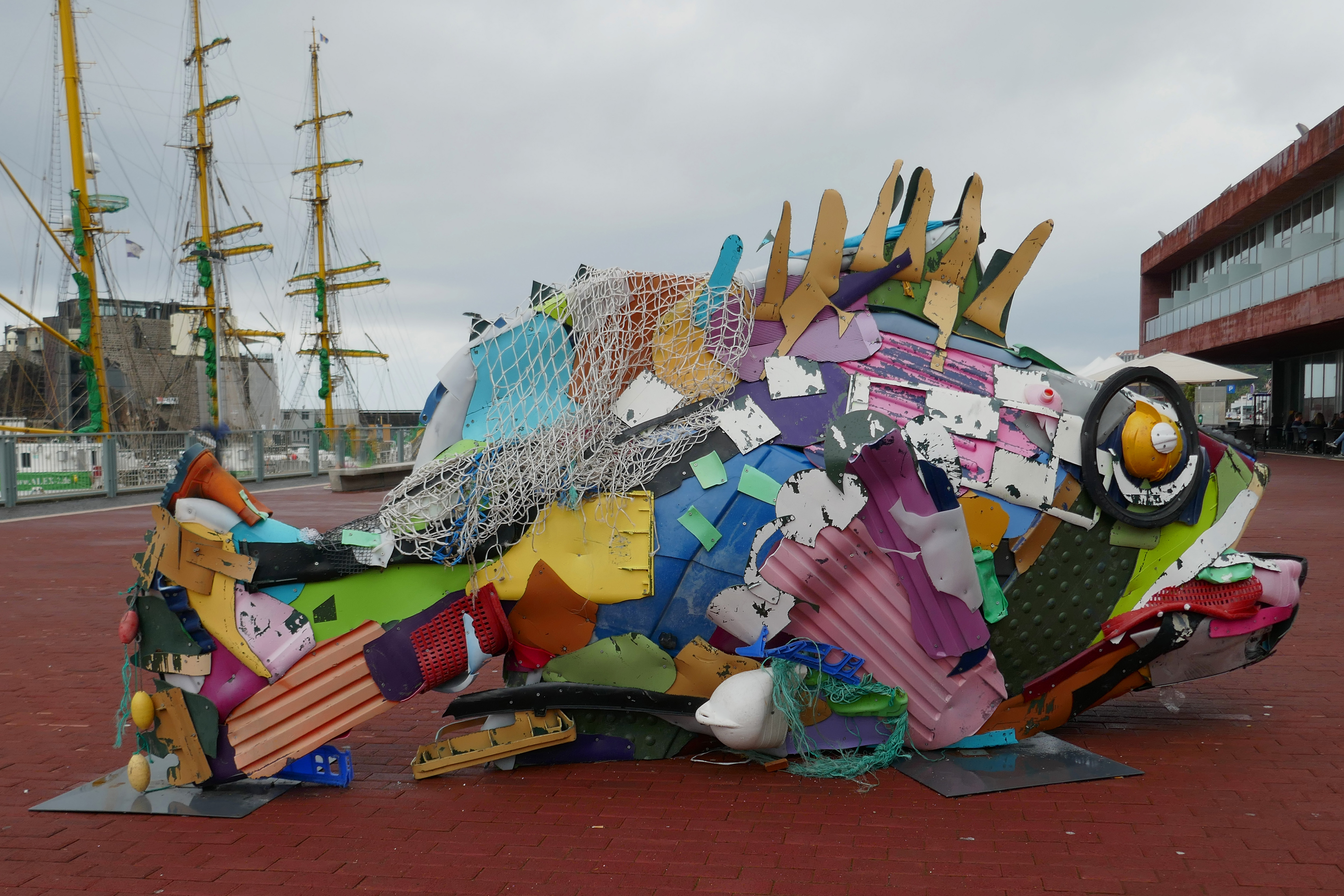
Peixe de arte de rua por Artur Bordalo no porto do Funchal.